# Historia de la educación en España

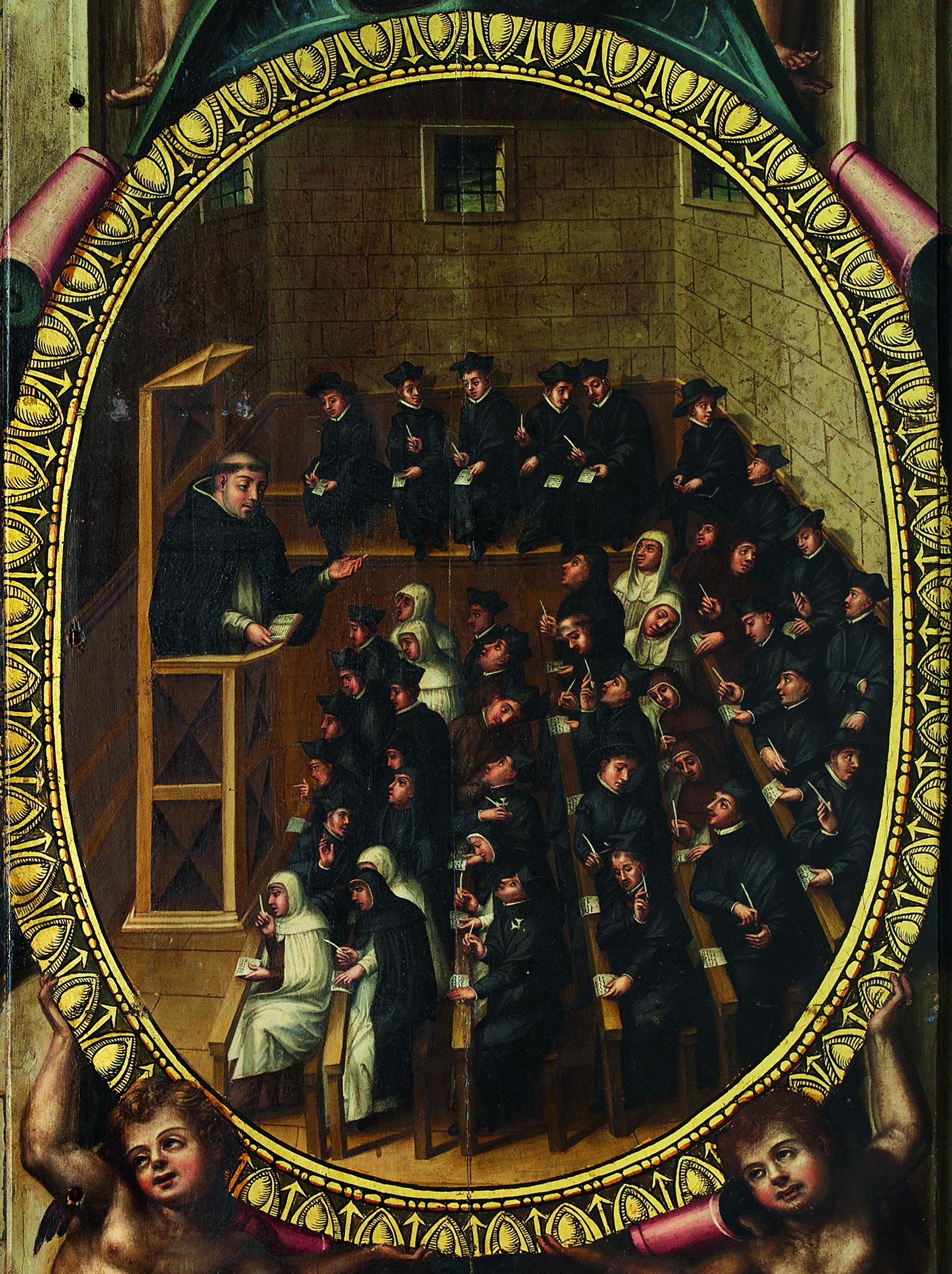
Lección de Teología en la Universidad de Salamanca, con alumnos de diversas órdenes religiosas. Martín de Cervera (1614).

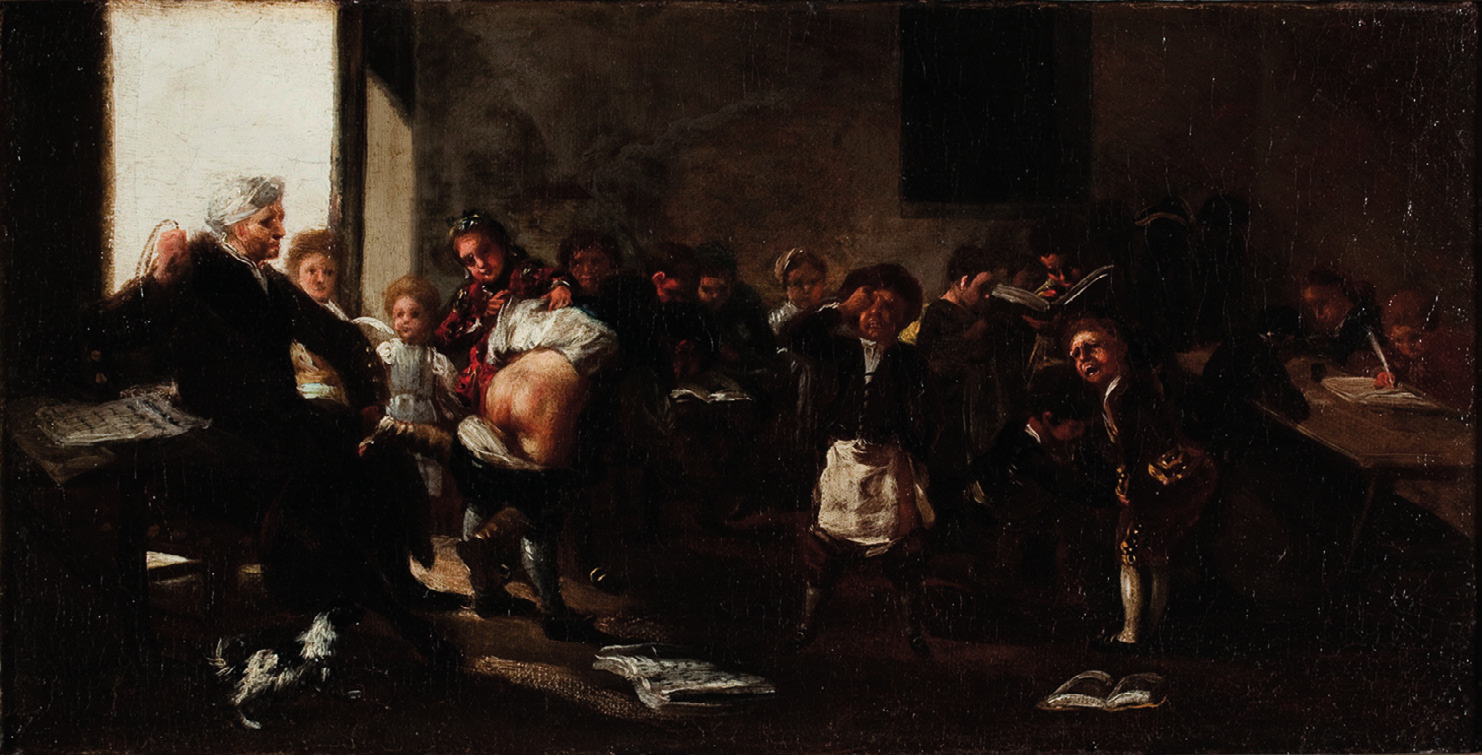
La letra con sangre entra, de Francisco de Goya (Década de 1780). La obra muestra una escena en una escuela en la que el maestro está en actitud de azotar a un alumno, que se descubre las nalgas para recibir el castigo. Junto a él hay otros alumnos llorando después de haber recibido la misma lección.

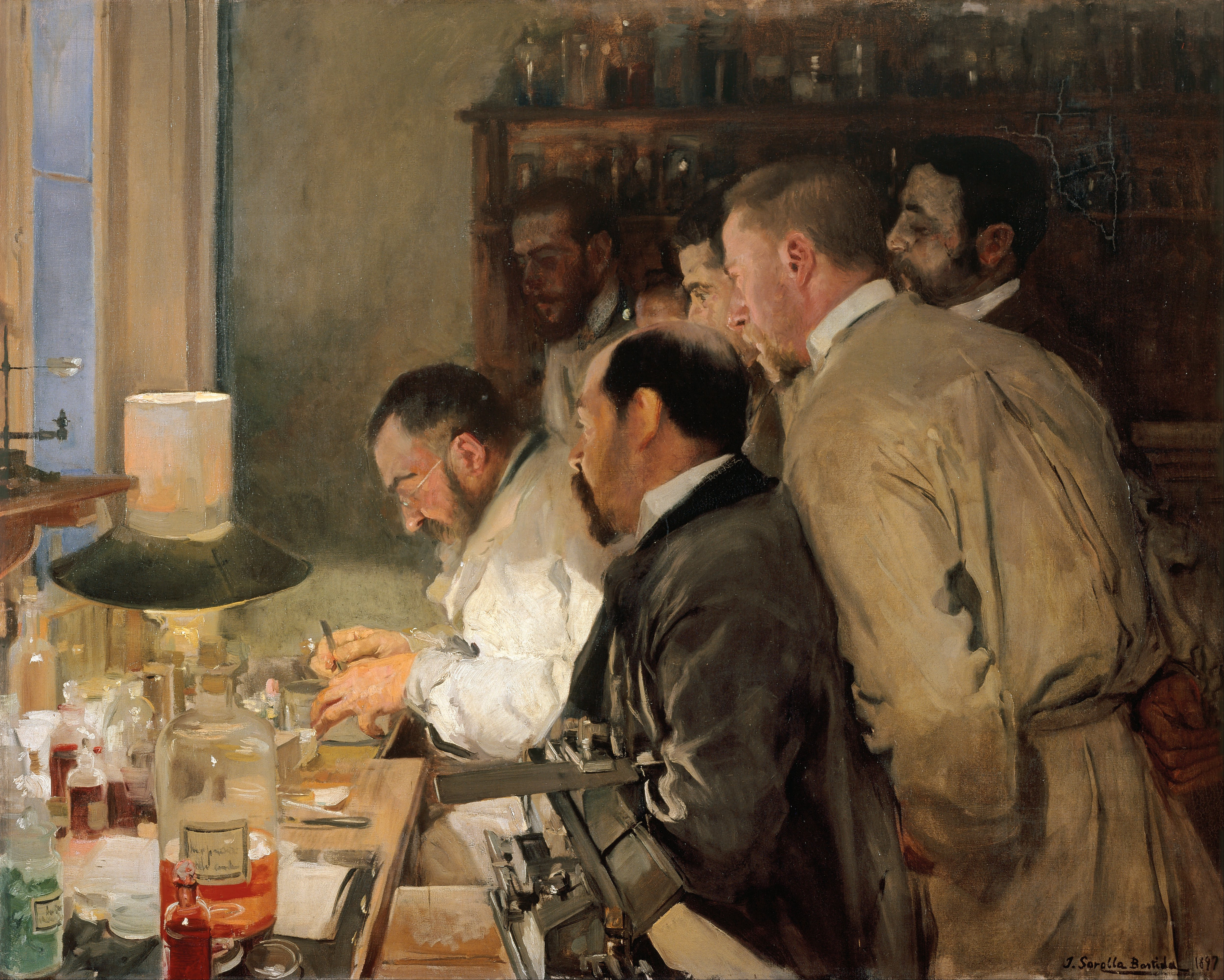
Una investigación (1897), obra de Joaquín Sorolla. La pintura muestra una lección en el interior del laboratorio del neurólogo Luis Simarro a finales del.

La historia de la educación en España está marcada por las luchas políticas y por el progreso de la sociedades modernas. Arranca en la baja Edad Media, muy próxima al clero y a la nobleza, para pasar durante el Renacimiento a manos de una pujante clase burguesa que abandera una incipiente ilustración en el llamado Siglo de las Luces. La Constitución de 1812 y el empuje de los liberales dará carta de nacimiento a la educación contemporánea.

## Edad Antigua
La romanización de Hispania implicó la creación de instituciones educativas. Las fuentes recogen la fundación por Sertorio, hacia el 80 a. C., de una peculiar «academia» en Osca (Huesca) en la que se educaban los hijos de las élites locales.

Pero lo que más les ganó fue lo de los hijos. Porque a los más nobles de entre los pueblos reunió en Osca, ciudad importante, puso maestros de enseñanzas griegas y romanas y, de hecho, los usó como rehenes, pero de palabra los educaba para hacerlos partícipes, cuando fueran hombres, del gobierno y del poder.
Plutarco, Vidas paralelas

Se han conservado los restos arqueológicos de la llamada «Casa de Hippolytus» de Complutum (Alcalá de Henares), de los siglos III y IV, un colegio de jóvenes vinculado a la familia de los Anios, con usos lúdicos y educativos.
La Tardoantigüedad no supuso una ruptura total de la tradición romana, aunque en las instituciones educativas el efecto más importante fue su restricción al ámbito religioso cristiano, particularmente al monástico. Se ha señalado la posible existencia de una escuela palatina en el Toledo visigodo, a la que podrían asistir altos nobles, incluyendo a algunas mujeres.

## Edad Media

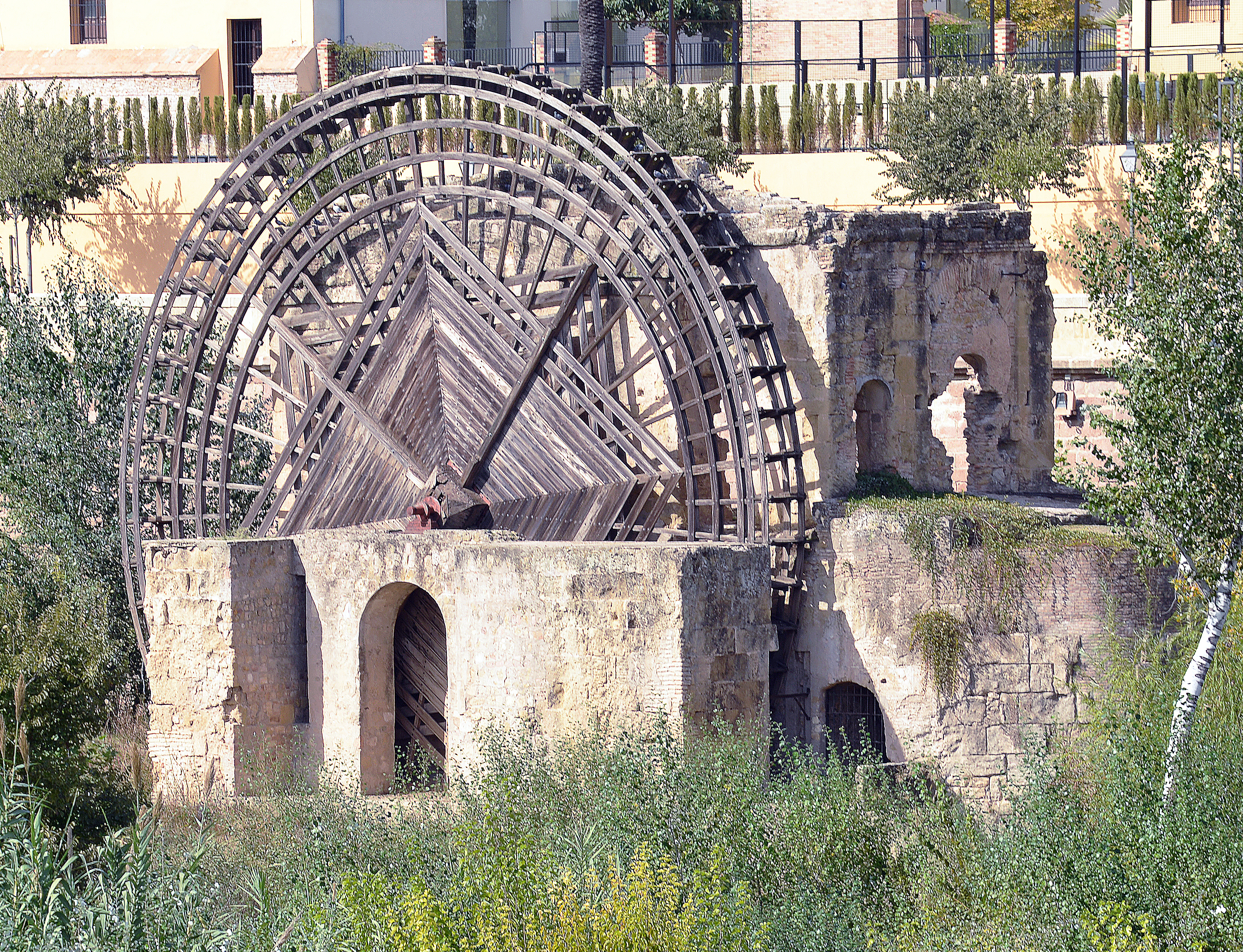
Restos del Molino de la Albolafia, en Córdoba. Varias teorías apuntan a que este fue el primer lugar de Europa donde se fabricó papel de forma organizada, que serviría para abastecer las cerca de 70 grandes bibliotecas que existían en la ciudad en época califal, como la de Alhakén II.

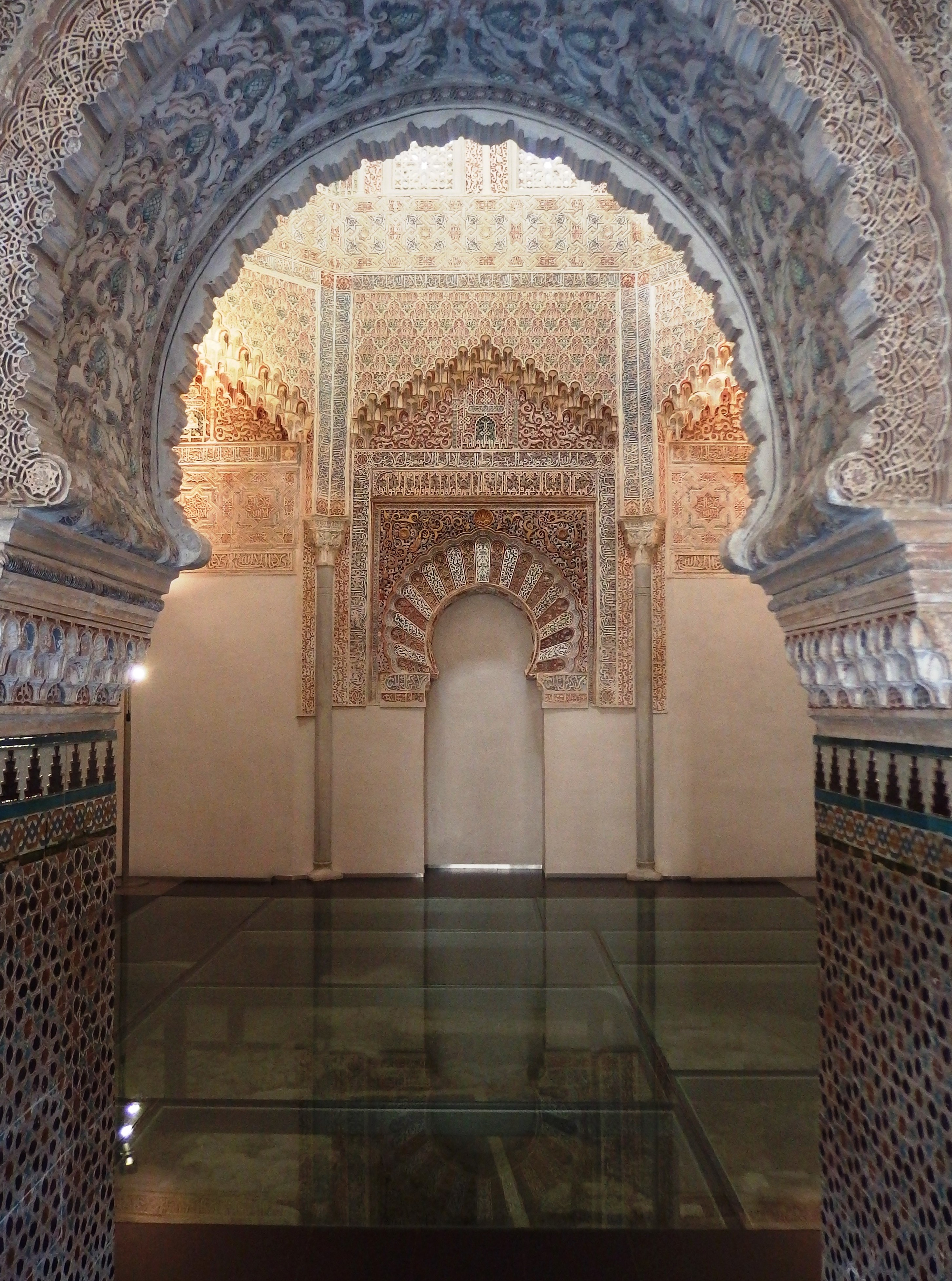
Oratorio de la Madraza de Granada, la mejor conservada de las muchas que existieron en Al-Ándalus.

La presencia en la España medieval de las tres religiones monoteístas (judíos, cristianos y musulmanes) significó también la existencia de distintas instituciones educativas.
Desde antiguo, las diócesis solían tener escuelas anejas a la catedral, las escuelas catedralicias, cuyo fin inicial era dar enseñanza a los futuros sacerdotes, pero por ser el único centro de enseñanza fueron admitiendo también a seglares. En el siglo XIII, el rey de Castilla Alfonso VIII eleva la escuela palentina al rango de Estudio General (1212). Probablemente para no ser menos, el rey de León Alfonso IX, funda el Estudio General de Salamanca (1218), que sería denominado «Universidad» por Alfonso X el Sabio, en una fecha tan temprana (1253) que probablemente implica que habría sido la primera en llevar ese título.
La enseñanza en estas instituciones se daba en los locales de la catedral y en inmuebles arrendados, pero también nacen Colegios que preparan para los exámenes de la Universidad, y aun antes. En Salamanca el primero fue el Colegio de Santa María de la Vega, De la orden de Canónigos regulares de san Agustín, fundado en 1166 (anterior a la fundación del Estudio General) y en 1222 el Colegio de San Esteban. En 1401, el obispo Diego de Anaya, funda el primer colegio mayor, el de San Bartolomé, para estudiantes pobres, dotándolo con rentas suficientes para dar becas de estudio. Anaya tomó como modelo el Real Colegio de España de Bolonia, fundado en 1364 por el cardenal Gil de Albornoz. Sucesivamente se fueron creando otros colegios, tanto menores como mayores, casi todos con la misma orientaciónː dar enseñanza a los estudiantes pobres y con capacidad.
Posteriormente se fueron creando otros Estudios Generales y Universidades.
En estos centros se daban sucesivamente los títulos de Bachiller, Licenciado, Maestro (o Magister, lo que ahora se llama máster) y Doctor. Su organización era bastante democrática: la encabezaba el rector que era elegido por un año en elecciones en las que participaban los estudiantes, que podían además acceder al cargo, si bien era un cargo nominal, algo así como el jefe de un Estado moderno, que no gobierna y es una figura casi decorativa. Presidía las ceremonias, entregaba los títulos... Pero su importancia dentro de la Universidad era tal que, en los actos académicos, solamente el rey podía ocupar un puesto más alto en el estrado. El verdadero gobierno de la Universidad lo ejercía el Maestre-escuela, que disponía de su propia policía y hasta cárcel, ya que los estudiantes gozaban de un fuero que impedía a las autoridades locales actuar contra ellos.

## Edad Moderna

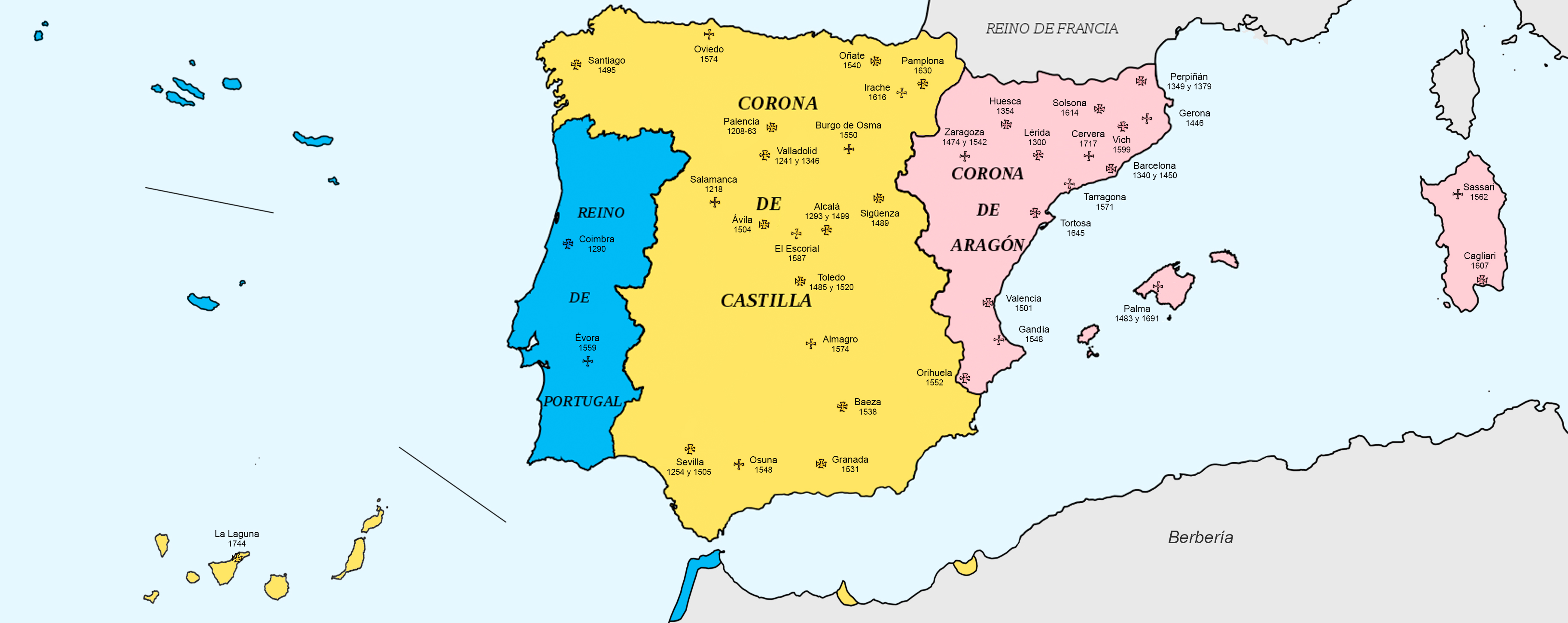
Mapa de las universidades españolas creadas durante el Siglo de Oro en la península ibérica.

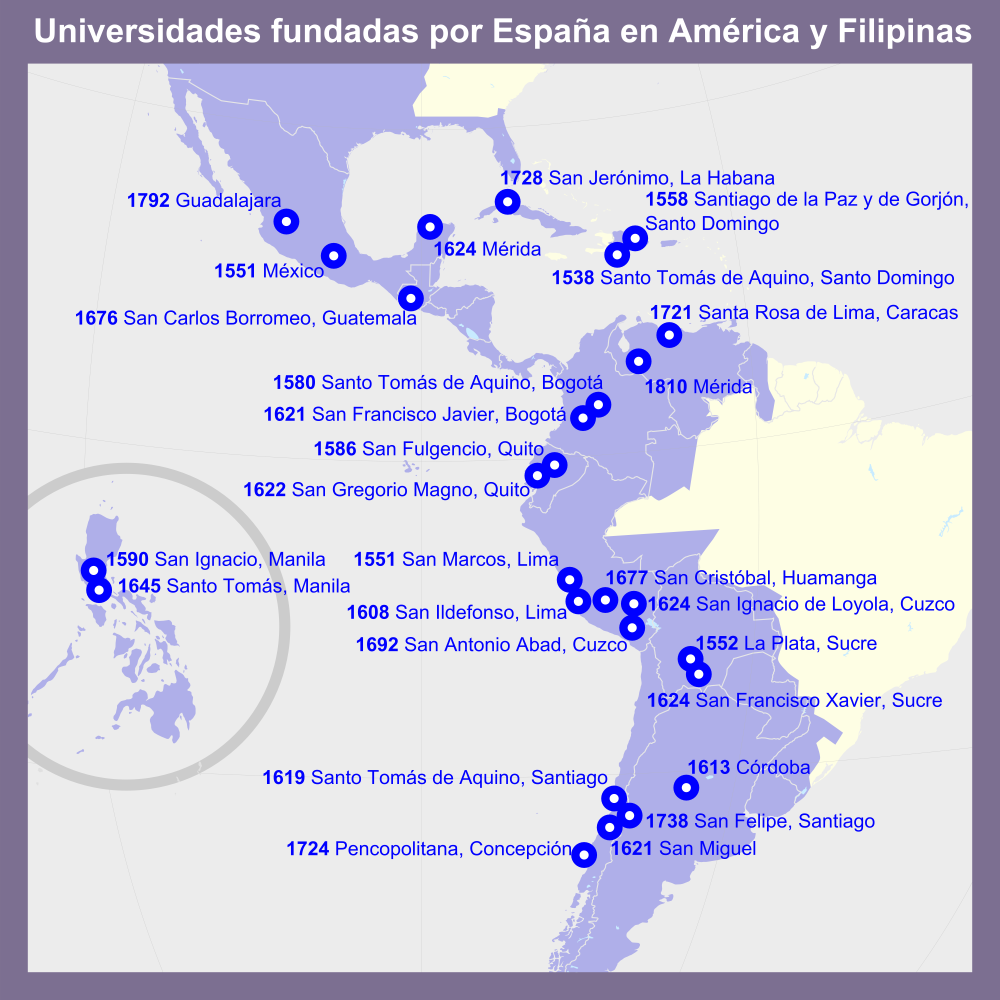
Mapa de las universidades virreinales creadas durante el Siglo de Oro y la Ilustración en las colonias de ultramar.

Está comprendida entre los siglos XVI y XVII, con una inflexión importante a finales del siglo XVI. Si hasta entonces la Universidad era una institución relativamente meritocrática (como se ha dicho, muchos de los colegios mayores y menores estaban destinados a estudiantes pobres), el prestigio que daba estudiar en ciertas universidades, especialmente en los colegios mayores, hace que estos, y la propia Universidad sean dominadas por los estudiantes nobles. Se valieron para ello de varias argucias, como el sistema democrático en el funcionamiento de los Colegios o en la propia elección de rector y hasta exigieron limpieza de sangre, cosa que solo podían demostrar quienes tenían archivos familiares, es decir, los nobles. 
La educación española de finales del siglo XV e inicios del XVI estuvo influida por el humanismo, el cual fue impulsado por los Reyes Católicos. Ellos influyeron en los miembros de la corte para que se dedicaran al estudio de las letras y para que mantuvieran un comportamiento correspondiente a su clase. 

### Humanismo

#### Nobleza

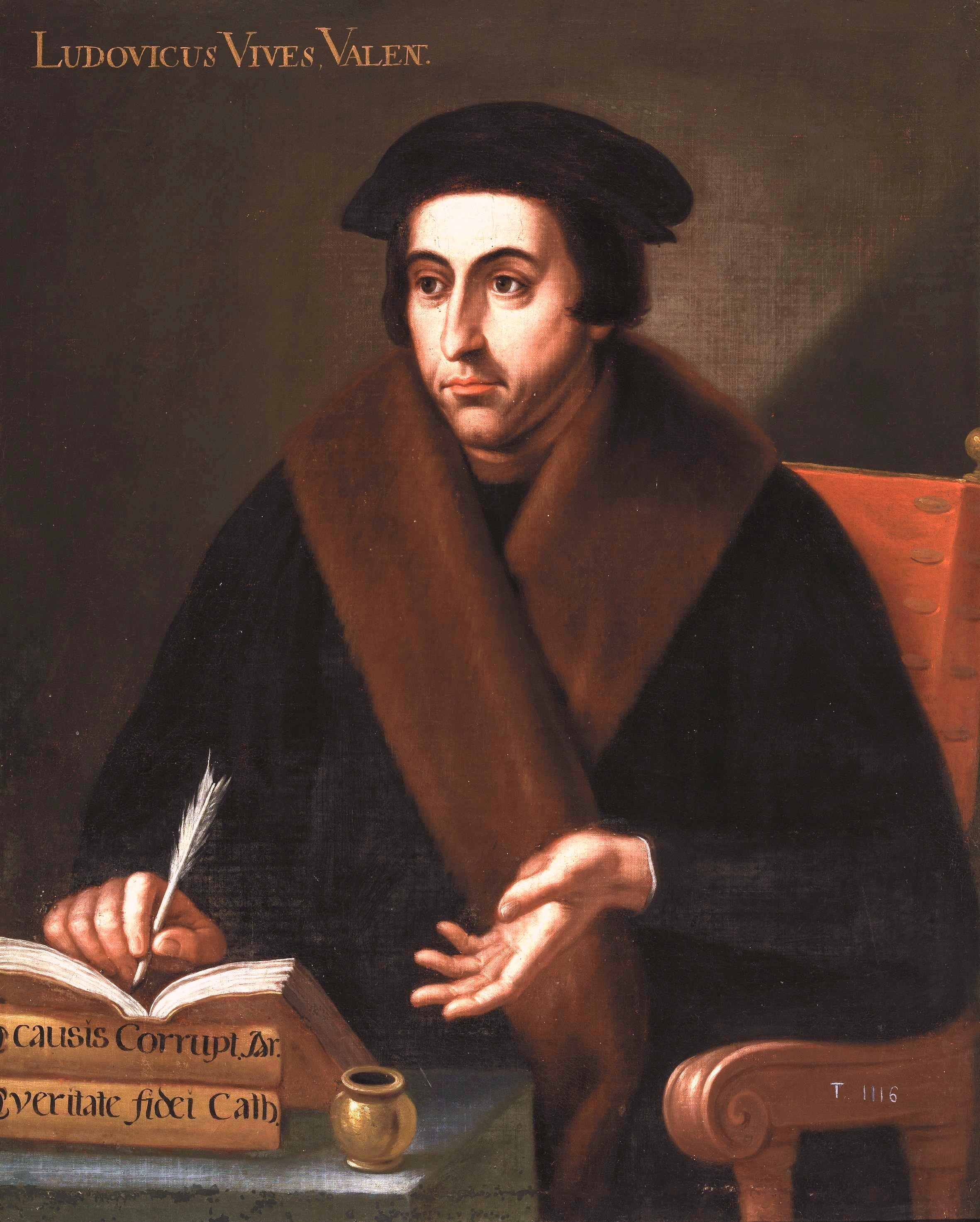
Juan Luis Vives.

Los príncipes e infantes estudiaban, junto con algunos niños de familias importantes, en el aula regia con los humanistas más reconocidos. Para ellos se escribieron numerosos tratados que tenían como objetivo educar a los futuros gobernantes. Su preparación estaba basada en la educación física, debido a que los príncipes debían ser ágiles y jefes de ejércitos, se entrenaban en salto, jabalina, defensa personal, uso de la espada y lanza, cabalgata y caza; en el estudio de autores clásicos e historia. Pero aunque leían autores clásicos, se les inculcaba la admiración y respeto por santos, figuras del cristianismo y Dios. También se les enseñaban modales, como la cortesía para la diplomacia o el comportamiento adecuado en ceremonias. Los hijos de los nobles estudiaban en la escuela palatina a cargo de Pedro Mártir de Anglería, para posteriormente estudiar en las universidades y acceder a cargos burocráticos y administrativos.
Las mujeres adquirieron atención particular, ya que se reconoció la importancia de su educación como preservadoras de la religión y la moral, lo cual fue reflejado en la escritura de diversos tratados. Juan Luis Vives escribió en 1523 uno de los tratados más reconocidos: De la Instrucción de la mujer cristiana, en el cual la lectura religiosa adquiere un papel relevante dentro de la educación femenina.

#### Burguesía

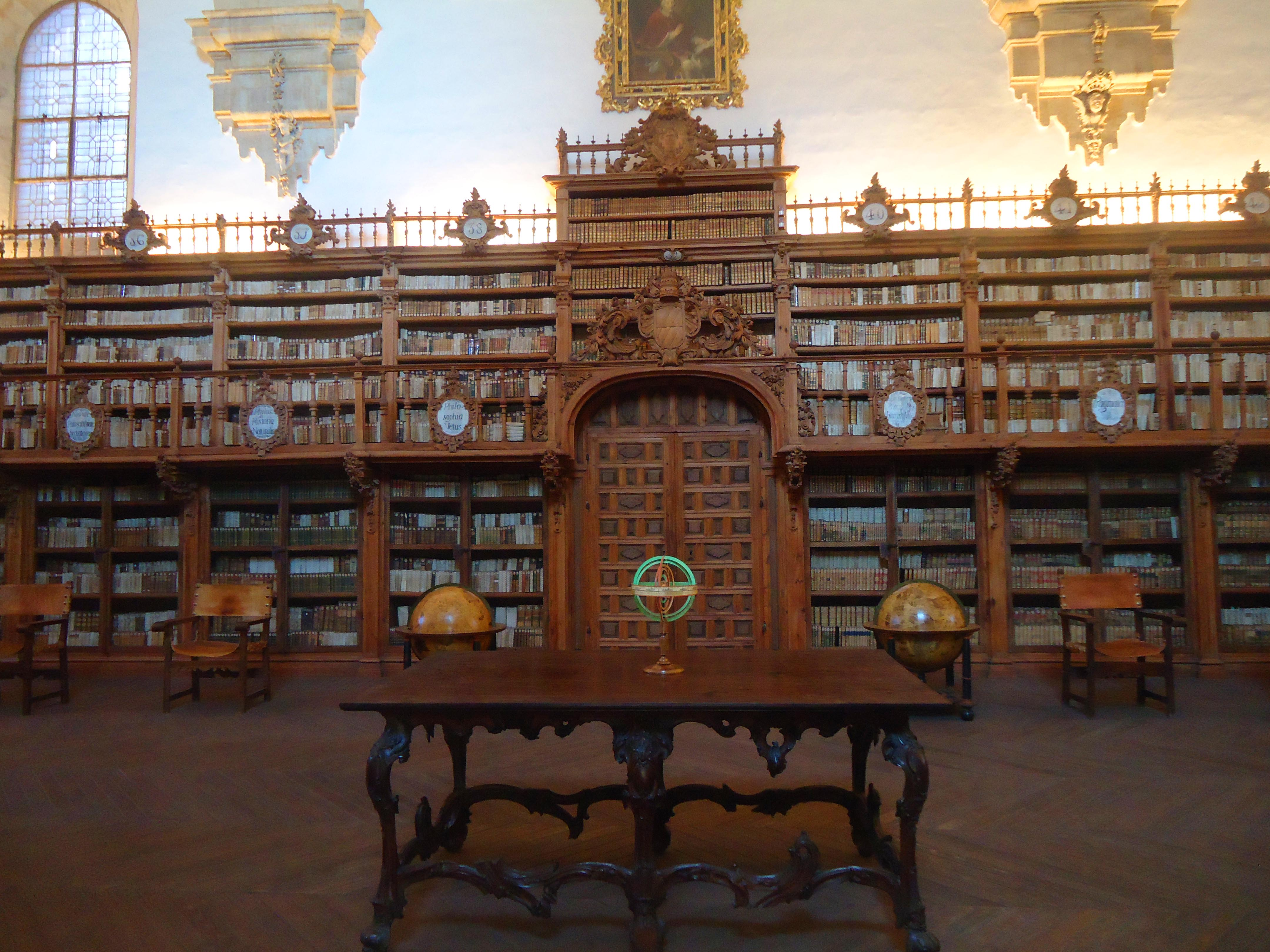
Biblioteca Antigua 2, Escuelas Mayores, Universidad de Salamanca.

En la Edad Moderna, los hijos primogénitos heredaban la riqueza de sus padres, por lo que los hijos que le seguían tenían que dedicarse a las letras, así que ingresaban a los colegios o a las universidades. La baja nobleza, constituida por los hidalgos (personas con título nobiliario pero sin dinero), también asistían a ellas. Fue una época en la que la educación universitaria daba a las personas la oportunidad de ascender en la estratificación social y adquirir prestigio, puesto que sus servicios y conocimientos eran requeridos por los reyes. Las universidades más importantes fueron las de Salamanca, Alcalá de Henares y Valladolid. Las carreras que se estudiaban eran teología, jurisprudencia y medicina. También se enseñaba latín y las artes liberales, las cuales convivieron con la tradición escolástica medieval.
Sin embargo, a lo largo del siglo XVII las ideas humanistas perdieron fuerza.

#### Sociedad

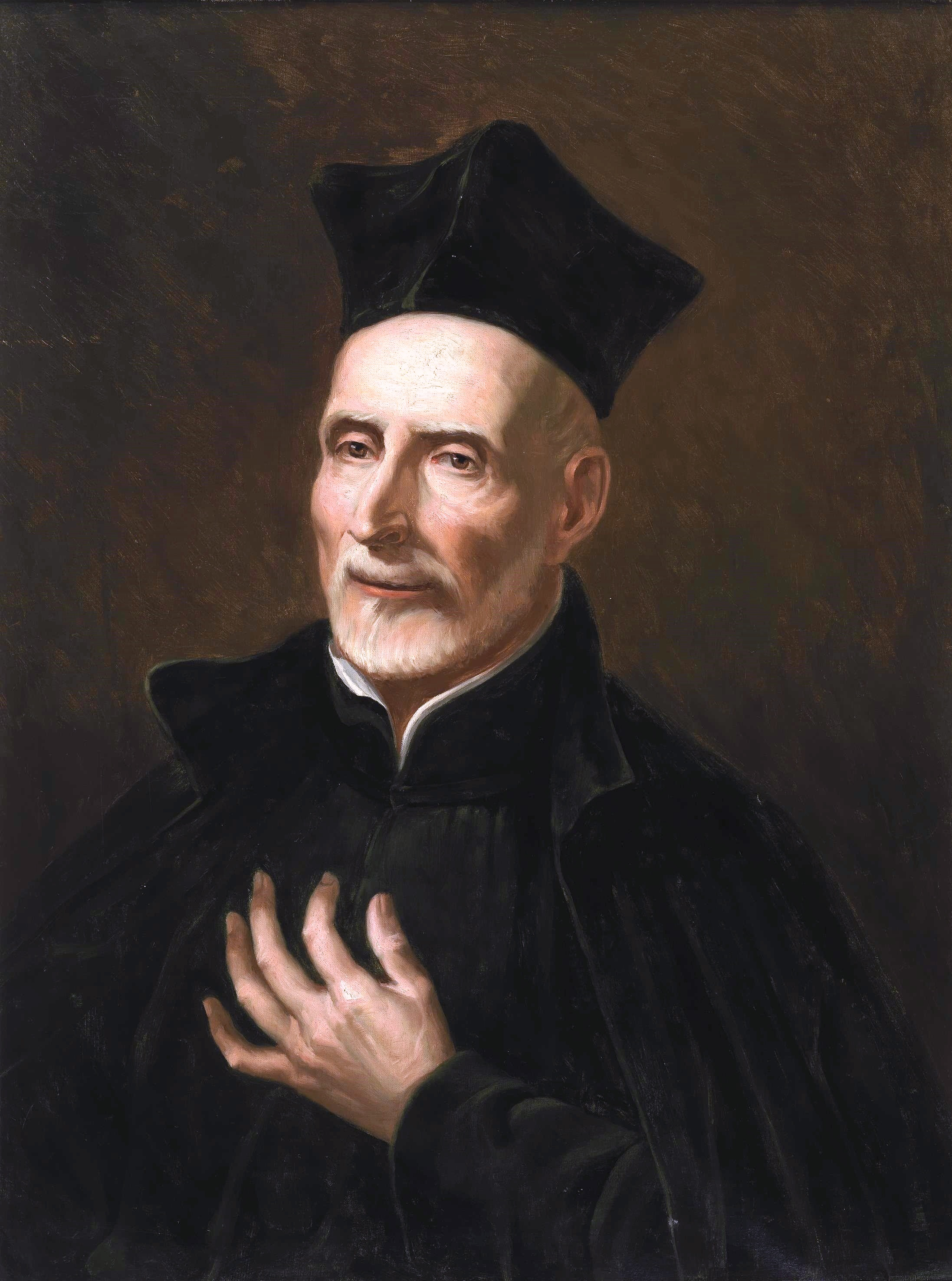
Retrato de San José de Calasanz (1557-1648), fundador de las Escuelas Pías, quien defendía la posibilidad de combatir la pobreza y lograr un cambio social mediante la educación de los pobres.

Desde la Edad Media hubo en España preocupación por aprovechar las dotes de quienes tuvieran inteligencia. En 1401, el obispo Diego de Anaya funda en Salamanca el Colegio Mayor de San Bartolomé, destinado a muchachos pobres, dotándolos de una «beca» que comprendía enseñanza, alojamiento y manutención. Otros mecenas fueron creando colegios con el mismo fin, entre otros muchos el Colegio de la Concepción de Huérfanos creado por Francisco de Solís Quiñones y Montenegro, médico, obispo y secretario personal del papa Paulo III, él mismo huérfano, que pudo estudiar gracias a la protección de una dama de la familia Maldonado. Dado el prestigio que daba estudiar en estos colegios, a lo largo del siglo XVII, fueron ocupados por estudiantes de mayor alcurnia, desplazando a sus ocupantes naturales, los pobres.
En cuanto al resto de la población, la mayoría era analfabeta debido a que su adquisición de conocimiento era principalmente por transmisión oral o visual a cargo de la Iglesia católica, a través de predicación, confesión, espectáculos e imágenes. Sin embargo, hubo prácticas que permitieron un aumento en la alfabetización de la población española a lo largo del siglo XVI. Las escuelas de primeras letras fueron impulsadas por órdenes religiosas y por municipios, quienes procuraron la enseñanza de la lectura, la escritura, los números y el catecismo. En los gremios, se aceptaban a los niños y jóvenes para servir a los artesanos a cambio de que se le enseñara a leer, a escribir y algún oficio. Por otro lado, también había maestros (clérigos o universitarios) que vivían en casa del alumno.
A pesar de que se considera que en el siglo XVII hubo un estancamiento en la educación por la desorganización y falta de administración estatal, fue el siglo en el que los maestros comenzaron a recibir salario del ayuntamiento y su trabajo y horario fueron regulados y comenzaron a utilizar manuales y abecedarios. Paralelamente fue formándose el gremio de maestros en el que la admisión era controlada y los intereses, defendidos por el gremio, no siempre estaban orientados hacia el beneficio de los estudiantes. En cuanto a los niños, no existió un plan del Estado para su educación, por lo que ellos asistían a las parroquias, donde los curas (que no eran exclusivamente maestros, porque también desempeñaban otras actividades) les enseñaban a leer, hasta que posteriormente fueron desplazados de manera paulatina por los jesuitas. La situación económica de muchos niños les obligaba a dejar la escuela para trabajar y apoyar a la economía familiar, aunque muchos de ellos recibieron educación y aprendieron a leer en los gremios a los que ingresaban.

#### Compañía de Jesús

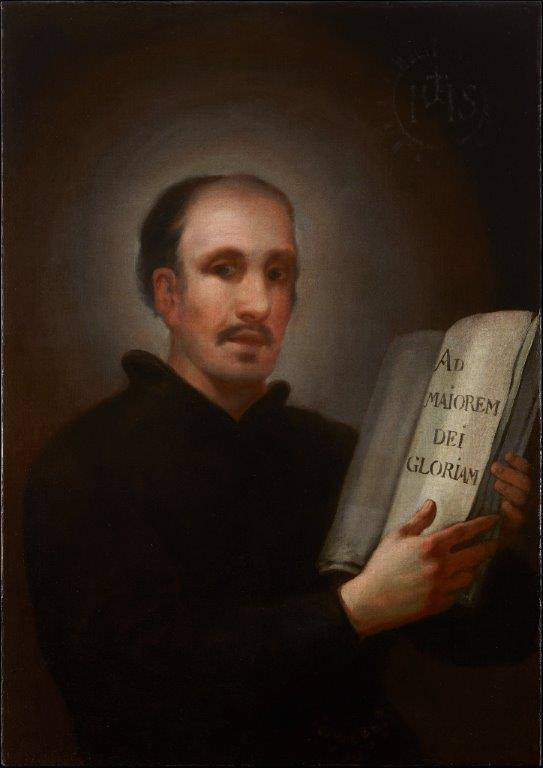
San Ignacio de Loyola.

Es una orden religiosa fundada por Ignacio de Loyola en 1534. Sus actividades iniciaron, sin intenciones de enseñanza, como residencias para los jóvenes que acudían a la universidad. Comenzaron a impartir clases de teología y filosofía paulatinamente y de manera informal, con una tendencia humanista. El Colegio de Gandía fue el primero de la orden, desde su fundación, en ser residencia, dar clases y admitir a estudiantes externos; desde entonces y a lo largo del siglo XVI, comenzaron a fundarse colegios con esa finalidad. A sus cursos de teología y filosofía acudían los hijos de las familias acomodadas pero, debido a que las clases eran gratuitas, también asistían jóvenes humildes para aprender a leer.

#### Los Escolapios
La Orden de las Escuelas Pías (escolapios), fundada por San José de Calasanz (1557-1648), sacerdote y educador aragonés, introdujo en la Europa católica del siglo XVII (Italia, Austria, Polonia, Eslovaquia...) y luego en España la escuela popular gratuita y abierta a todos, especialmente a los más pobres. Las primeras fundaciones de los escolapios fueron en Barbastro (1677), Benabarre (1681) y Moyá (1683). En el siglo XVIII se fundaron en España 12 colegios. Pero la demanda de escolarización hecha a las Escuelas Pías durante este siglo XVIII fue abrumadora. Existen documentados más de un centenar de peticiones de fundación de colegios escolapios que no se atienden por falta de personal escolapio o porque los gobiernos de turno no las autorizan. El estilo pedagógico de Calasanz, que creó su primera escuela en Roma en 1597, buscó la atención primordial a los más pobres, la eficacia, la innovación, la graduación de la enseñanza y la síntesis entre «Piedad y Letras», su lema lo traduciríamos hoy como «Cultura y Fe». Después de él aparecieron en la Iglesia católica y en España centenares de congregaciones religiosas masculinas y femeninas especialmente dedicadas a la Educación: La Salle, Maristas, Salesianos...

### Ilustración

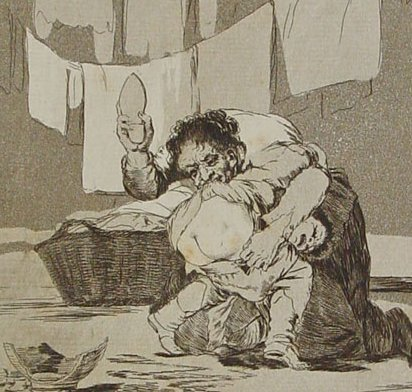
«25.—Si quebró el cántaro», dibujo de Francisco de Goya de la serie Los Caprichos. Goya criticó en esta estampa la violencia en la educación de los niños. Los ilustrados creían que la educación podía corregir los defectos y errores humanos.

La llegada de los Borbones a la corona de la Monarquía Española trajo consigo políticas ilustradas, pero que afectaron poco al ámbito educativo a lo largo del siglo XVIII. Hasta el gobierno de Carlos III no hubo reformas educativas. Su política consistió, principalmente, en la expulsión de los jesuitas, en la reforma de las universidades, de los colegios universitarios y la secularización de la educación. Los novatores fueron un grupo de pensadores y científicos de finales del siglo XVII e inicios del XVIII, cuyas ideas influyeron en la filosofía y la ciencia, las cuales precedieron a la Ilustración.

#### Primeras Letras

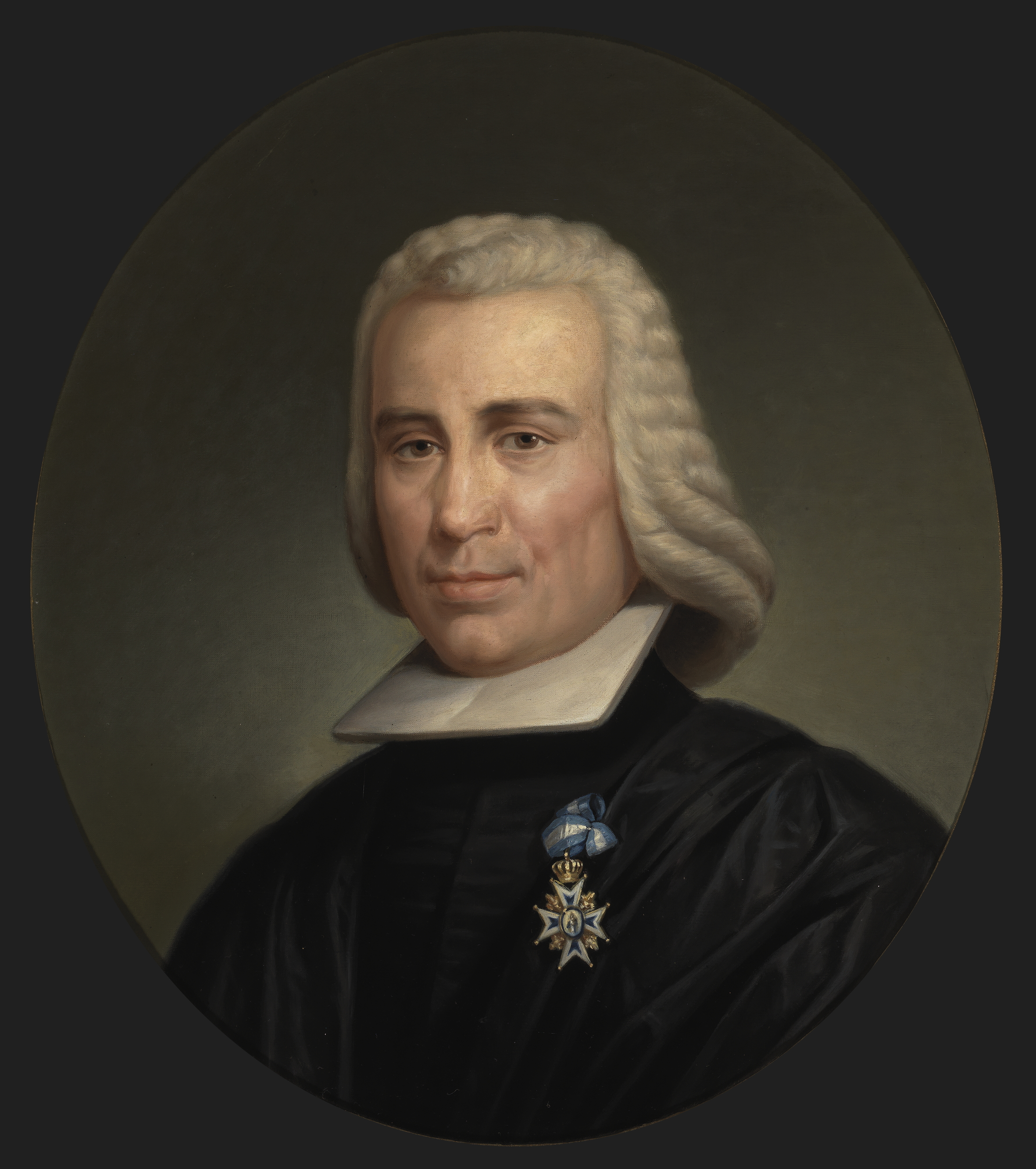
Pedro Rodríguez de Campomanes, conde de Campomanes (Museo del Prado).

Cuando en el siglo XVIII tomaron conciencia de que el analfabetismo era evidente y perjudicial para el desarrollo, el Estado tomó medidas para la preparación de maestros y de escuelas. Se creó en 1780 el Colegio Académico del Noble Arte de Primeras Letras para la preparación de los maestros. Paralelamente se escribieron textos, discursos y planes de estudio por personajes como Pedro Rodríguez de Campomanes, José de Olavide y Jaúregui y Gaspar Melchor de Jovellanos, los cuales hablan acerca del progreso, formas de instrucción, métodos, enseñanza y educación enfocadas a los estudiantes y denuncian la ineficacia de las escuelas públicas y del sistema educativo. Juan Picornell rescata una cita que resalta la importancia de que el Estado se ocupe por la educación:

...si por casualidad se aumenta la República, se podrá decir que crece en hombres, pero no en fuerzas. Ningún Estado, pues, será jamás ni sabio, ni rico, ni poderoso sin la educación.

#### Universidad
Las universidades españolas se mantuvieron al margen de los cambios filosóficos y científicos, lo cual devino en su atraso en los estudios de ciencia y planes de estudio por considerarse contrarios a la doctrina católica y a su tradicional y medieval método escolástico. Fueron consideradas obsoletas porque se creía que sus ceremonias y discusiones correspondían poco con la realidad española y por la corrupción y complejidad de su administración. Por ello, la corona realizó una reforma universitaria a través de la creación del Plan de estudios de la Universidad de Salamanca en 1771, el cual contenía modificaciones administrativas y académicas. Sin embargo, las reformas no tuvieron el éxito esperado porque los universitarios opusieron resistencia a la modificación de sus prácticas políticas y sociales. Además, los catedráticos no contaban con la preparación necesaria para cumplir el nuevo plan.
Tras la expulsión de los jesuitas en 1767, se fundaron los Reales Estudios de San Isidro de Madrid, dedicados a la enseñanza secundaria cuyos profesores serán elegidos por concurso en lugar de ser elegidos por las órdenes religiosas. En éstos, se enseñaron Bellas Letras, Matemáticas, Física, Derecho Natural y de Gentes, Griego y Hebreo. Se crea el Plan de 1771, también llamado Plan de Aranda para regular la enseñanza universitaria. En la enseñanza primaria, el vacío de los jesuitas se intentó ocupar con escuelas públicas que enseñaran Primeras Letras, Latín y Retórica. También se fundaron el Seminario de Nobles de Madrid (1725), el Colegio de Medicina y Cirugía en Cádiz (1748), Observatorio de la Marina (1753), Real Academia de las Tres Nobles Artes (1757), Real Colegio de Cirugía (1760).

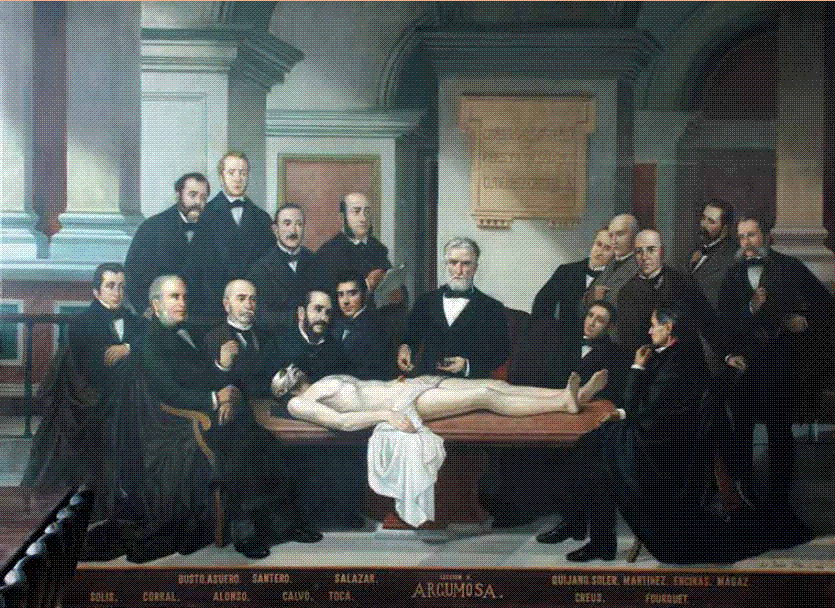
Lección de Diego de Argumosa en el Real Colegio de Cirugía, Antonio Bravo (1880).

## Edad Contemporánea

### Cortes de Cádiz
La Constitución de 1812 dedica a la «instrucción pública» los seis artículos de su Título IX, entre los que se incluye el relativo a la libertad de imprenta. Prevé el establecimiento de «escuelas de primeras letras» en todo el territorio, así como de «otros establecimientos de instrucción», y de un «número competente de universidades». Mantiene como competencia de las Cortes la promulgación de «planes y estatutos especiales», encargando al Gobierno la «inspección de la enseñanza pública» a través de una «dirección general de estudios». El sencillo currículo que se establece de las escuelas de primeras letras («leer, escribir y contar, y el catecismo de la religión católica») es trascendental para el objetivo político de la creación de un cuerpo electoral de ciudadanos, al que se pone un plazo: a pesar de que de momento las elecciones se celebraban mediante sufragio universal (masculino e indirecto), según el artículo 25 «Desde el año de mil ochocientos treinta deberán saber leer y escribir los que de nuevo entren en el ejercicio de los derechos de ciudadano». Se ha señalado la influencia en el texto gaditano de los escritos de Condorcet y las constituciones revolucionarias francesas de 1791, 1793 y 1795, a excepción de lo relativo a las universidades.
Ese mismo año de 1812 se constituye una Junta de Instrucción Pública y se le encarga un informe sobre la reforma general de la educación nacional. El poeta y político Manuel José Quintana elaboró en 1813 el llamado Informe Quintana que, posteriormente, fue transformado en ley durante el Trienio Liberal.

### Fernando VII
El regreso de Fernando VII produjo una reacción absolutista que, entre otras consecuencias, implicó el otorgamiento a la Iglesia católica del papel preponderante sobre la educación que ya había disfrutado con anterioridad y el regreso al plan de 1771. Para las universidades se creó una nueva Junta de Instrucción Pública destinada a la elaboración de un programa más acorde con los principios del absolutismo. 

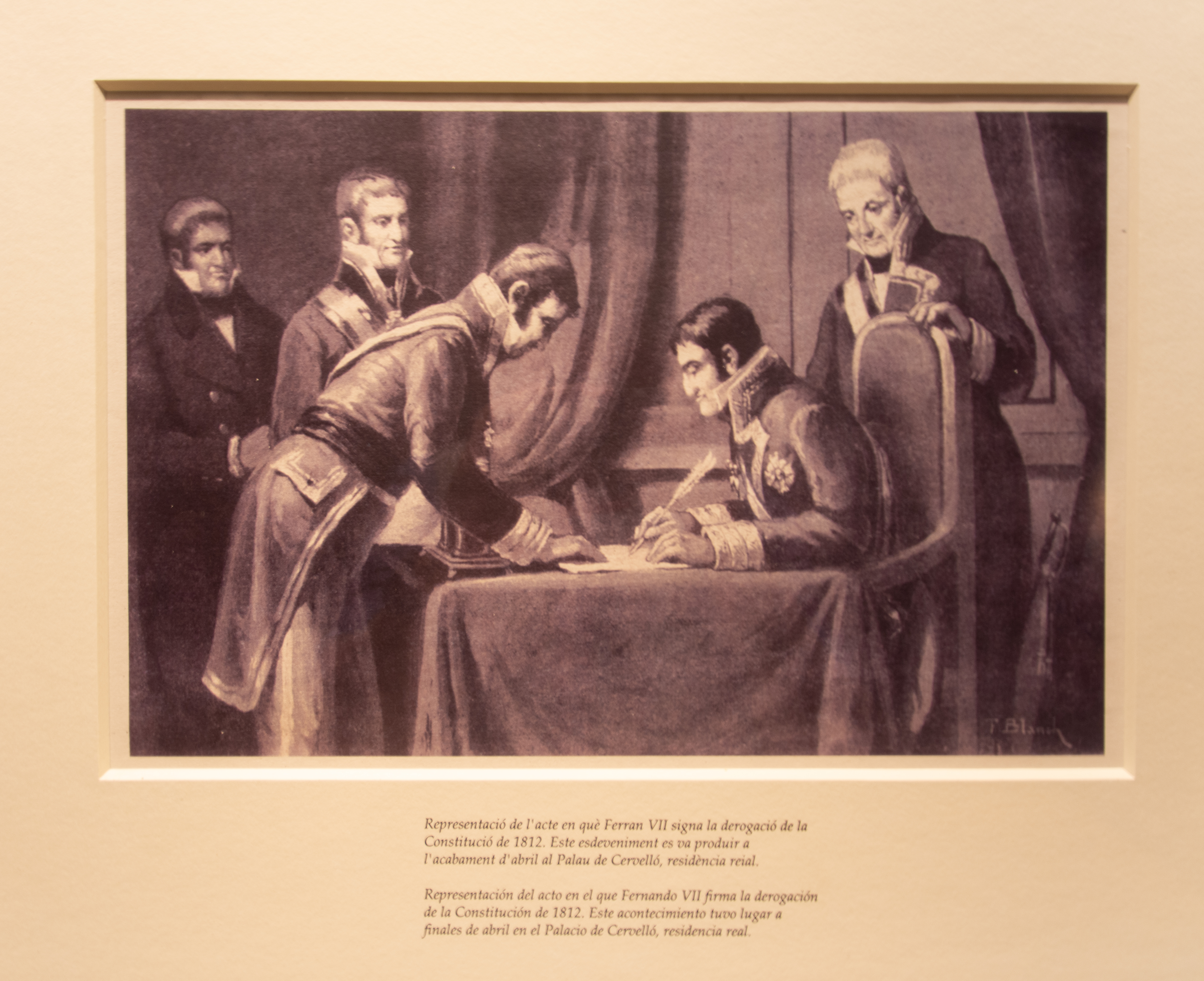
Derogación de la Constitución de 1812 por Fernando VII. La vuelta al absolutismo durante el reinado de este monarca supuso un atraso y un aislamiento en lo referente a la educación.

Durante la segunda restauración absolutista en España (1823-1833), se empezó suprimiendo la enseñanza privada (se entiende laica ya que la de las órdenes religiosas nunca se consideró privada) porque «burla el celo de la autoridad y envenena a la juventud» ―también se le recriminaba que en sus escuelas se enseñaran francés e inglés porque todo lo que se podía leer en esas lenguas eran impiedades y obscenidades dirigidas «a provocar la más desenfrenada lascivia»―. En cuanto a la Universidad se depuró a los profesores ―en Santiago fueron «impurificados» unos treinta, en Valencia la mitad― y se procedió a la «recristianización» de la enseñanza que quedó regulada por el «plan Calomarde», por el nombre del Secretario del Despacho de Gracia y Justicia Francisco Tadeo Calomarde, y en cuya elaboración habían participado notables religiosos y seglares. Se eliminó el estudio de la ciencia moderna, de «los Cartesios y Neutones», porque, como afirmaron los profesores de la Universidad de Cervera, «lejos de nosotros la peligrosa novedad de discurrir» ―«Nos ha hecho retroceder un siglo», dirá un estudiante de la La Laguna―. Los estudiantes que se matriculasen por primera vez debían presentar un certificado de «buena conducta política y religiosa» firmado por su párroco y la autoridad civil y para recibir un grado académico había que jurar que se defendería la soberanía del rey, la doctrina del Concilio de Constanza sobre el regicidio y la Inmaculada Concepción. En la Universidad de La Laguna funcionaba un «tribunal de censura» que vigilaba la conducta de los estudiantes.
La enseñanza primaria fue regulada por el Plan y reglamento general de 16 de febrero de 1825, también obra de Calomarde y de sus asesores eclesiásticos. En las escuelas de primeras letras se les enseñaría a los niños doctrina cristiana, a leer y escribir, ortografía y aritmética elemental, pero a las niñas bastaría con la doctrina cristiana y «leer, por lo menos en los catecismos, y escribir medianamente» y sobre todo se les enseñaría «las labores propias de su sexo, a saber: hacer calceta, cortar y coser las ropas comunes de uso, bordar y hacer encaje». Además se establecían las devociones que debían hacer como el «Bendito y alabado sea» al entrar y salir o rezar el rosario cada día. A los maestros se les exigía «una información de limpieza de sangre».
Para evitar desórdenes revolucionarios, el 12 de octubre de 1830 se cerraron las universidades, prologándose el cierre el curso siguiente, no volviéndose a permitir la apertura hasta el 18 de octubre de 1832. Paradójicamente, en el mismo año de 1830 se había abierto la Escuela de Tauromaquia de Sevilla.

### Isabel II
Las universidades, lo mismo que la sociedad, no encuentran el sosiego en el convulso siglo XIX, porque las condiciones económicas y políticas no logran estabilizarse. Los sucesivos gobiernos emiten diferente legislación educativa. La Década moderada (1844-1854) se caracterizó por las continuas reformas que sufre el Plan Pidal. En 1850 un real decreto de 28 de agosto habla por primera vez de las Universidades de Distrito. En 1851 se ordena que las Universidades rindan cuenta mensualmente a la Dirección General de Instrucción Pública. En los años 1852 y 1853 se hacen otras reformas parciales.
Las previsiones de fundar una Universidad Central en Madrid, que se habían iniciado en el Trienio Liberal, no se concretan hasta 1836, cuando se trasladan a la capital los estudios de la Universidad Complutense de Alcalá de Henares.

#### Plan Pidal de 1845
Impulsado por el ministro de la gobernación, Pedro José Pidal, fue redactado fundamentalmente por Antonio Gil de Zárate, cuyos principios pedagógicos se han resumido en «libertad, gratuidad, centralización, inspección y uniformidad». Tuvo poca trascendencia; y al tratarse de un simple Decreto de nivel ministerial podía ser objeto de modificación y derogación, lo que ocurrió en 1847 y 1850.

#### Concordato de 1851
El artículo 2 del Concordato de 1851 establecía que «la instrucción en las universidades, colegios, seminarios y escuelas públicas y privadas de toda clase estará conforme con la doctrina de la misma religión católica».

#### Ley Moyano de 1857
La primera ley educativa integral y racional en España fue la Ley de Instrucción Pública de 1857, conocida como Ley Moyano. Intentó solucionar el grave problema de analfabetismo que sufría el país.
Cuando los progresistas llegan al poder (Bienio Progresista, 1854-1856), es evidente ya la necesidad de proceder a una norma que con rango de ley regule la compleja trama de la instrucción nacional. Progresistas y moderados confluyen ahora en el tema de la educación, coincidiendo en las grandes líneas del sistema educativo liberal. Aunque la división ideológica reaparecerá más tarde con los partidos turnantes de Cánovas y Sagasta, parece que por estas fechas no son grandes las diferencias entre ambos por lo que respecta a la educación. Ello explica que, buena parte del proyecto de Alonso Martínez -lo único que dio tiempo en el bienio progresista- se incorporara a la ley de Instrucción Pública de 9 de septiembre de 1857, conocida como Ley Moyano.
Así, los moderados consiguieron consolidar el sistema educativo liberal mediante una ley con vocación de permanencia -la ley se mantendrá en vigor más de cien años-. Su artífice, Claudio Moyano, acudiría a la formulación de una ley de bases que, recogiendo los principios fundamentales del sistema, evitara de este modo un debate parlamentario sobre cuestiones delicadas y complejas. Aunque este criterio había sido adoptado anteriormente por otros ministros sin conseguir resultados positivos, el momento político era ahora adecuado para una rápida tramitación y para una feliz consecución de los objetivos propuestos. Por otra parte, existían dos razones fundamentales para conseguir la aprobación de las Cortes:
1. La necesidad de una ley general que estableciera el sistema educativo construido a lo largo de casi cincuenta años.
2. La existencia de un consenso bastante amplio sobre las instituciones educativas que las diferentes normas habían ido implantando.

Por todo ello, puede decirse que la Ley Moyano no fue una ley innovadora, sino una norma que venía a consagrar un sistema educativo cuyas bases fundamentales se encontraban ya en el Reglamento de 1821, en el Plan del Duque de Rivas de 1836 y en el Plan Pidal de 1845.
Este carácter puede observarse no sólo en la organización de la enseñanza en tres grados sino en la propia regulación de cada nivel académico. Así, en la instrucción primaria se recoge el criterio tradicional de la existencia de dos etapas de enseñanza —elemental y superior—, se establece también el principio de gratuidad relativa -sólo para los niños cuyos padres no pueden pagarla- o los criterios ya conocidos sobre su financiación, selección de los maestros y regulación de las escuelas normales. Respecto de la enseñanza media que ahora adquiere sustantividad propia y plena autonomía respecto de la superior, se consagra la división en dos clases de estudios —los generales y los llamados de aplicación—, la implantación definitiva de los institutos y su financiamiento a cargo de los presupuestos provinciales. Por último, la enseñanza universitaria se regula mediante la distinción ya conocida de estudios de Facultad, Enseñanzas Técnicas y Enseñanzas Profesionales, reafirmando el principio del Plan Pidal de que sólo los estudios realizados en los establecimientos públicos tendrían validez académica.
Con la Ley Moyano, pues, se implantan definitivamente los grandes principios del moderantismo histórico:
- gratuidad relativa para enseñanza primaria (5)
- centralización
- uniformidad
- secularización y
- libertad de enseñanza limitada.

Respecto a los requisitos para obtener la autorización de los centros privados, la ley mantiene el criterio de graduar las exigencias. Así, en la instrucción primaria bastará con tener veinte años cumplidos y poseer el título de Maestro; en cambio, para la enseñanza secundaria se incrementan los requisitos, debiendo destacarse la necesidad de que el profesorado ostente la titulación correspondiente, se realice un depósito de fianza y se proclame el sometimiento del reglamento interno del establecimiento a las disposiciones dictadas por el Gobierno. Si, por otra parte, el colegio privado deseara obtener el beneficio de la incorporación, o sea, la validez académica de los estudios cursados, los requisitos serán mayores, con especial énfasis en la titulación -la exigida para los Catedráticos de Instituto-, sujeción a los mismos programas que en los centros públicos y examen anual en los Institutos a que estén incorporados los colegios (art. 51).
Como es comprensible lo principal dentro de esta Ley, fue el control absoluto y directo de las instituciones establecidas en Madrid, siendo el gobierno central dueño, gestionando la misma, a través del Real Consejo de Instrucción Pública. Entendible queda también dentro de sus características la uniformidad por la que apostaba el Gobierno a la hora de realizar esta Ley, siendo secular, gratuita durante la primera enseñanza y siendo pagada en su segunda etapa. 
Lo que no podemos eludir era el carácter sesgado en lo concerniente a la mujer, ya que esta ocupaba un papel pasivo donde no era común su culturización, por lo que se usaron medios exclusivos para la mujer, creando materias específicas para las mujeres dentro de la educación, con Magisterio como única titulación apta para las mujeres.
La estructura del sistema educativo era básicamente la siguiente; 
- Primera Enseñanza impartida en las escuelas y de carácter gratuito.
- Segunda Enseñanza, impartida en institutos, otorgaban el derecho a examinarse para obtener el grado de Bachiller en Artes (imprescindible para principiar las enseñanzas facultativas y recomendable para optar a las enseñanzas superiores).
- Enseñanzas facultativas (inicialmente Filosofía, Derecho, Ciencias, Medicina, Farmacia y Teología), que se impartían en las Universidades, daban acceso al título de Bachiller, Licenciado y de continuarse, Doctor;
- Enseñanzas Superiores, impartidas en las Escuelas Superiores para títulos de Ingeniería, Bellas Artes (Arquitectura, Pintura y escultura, Música...), Diplomática y Notariado;
- Enseñanzas Profesionales que se impartían en centros específicos para títulos de Maestro de primera enseñanza, Veterinario, Profesores mercantiles, Náutica, y de Maestros de Obras/Aparejadores/Agrimensores.

#### Protestas universitarias y Noche de San Daniel (1865)
Los últimos años del reinado de Isabel II se caracterizaron por un aumento de la represión política, especialmente en el ámbito universitario. El gobierno exigió al rector de la Universidad Central, Juan Manuel Montalbán, el cese del catedrático de Historia Emilio Castelar. Al negarse el rector, el ministro de fomento Antonio Alcalá Galiano cesó a Montalbán y desposeyó a Castelar de su cátedra. Varios catedráticos (entre ellos Nicolás Salmerón y Miguel Morayta) dimitieron por solidaridad, y se organizaron protestas estudiantiles, que fueron duramente reprimidas en la llamada Noche de San Daniel (10 de abril de 1865), causándose catorce muertos y ciento noventa y tres heridos.

### Sexenio Democrático
Tras la Revolución de 1868, en el «Manifiesto» del gobierno provisional (25 de octubre de 1868) la educación tuvo un amplio tratamiento, particularmente la libertad de cátedra. En el Decreto de 21 de octubre de 1868 se desarrolló legislativamente. Se pretendía privar al Estado de su capacidad de organizar los métodos de enseñanza, libros de texto y programas educativos, que pasaban a ser competencia de los profesores. Tanto los centros públicos como los privados debían someter a los alumnos a los mismos exámenes en los mismos tribunales. El Decreto de 25 de octubre de 1868 reorganizó la enseñanza media, disminuyendo el peso del latín y aumentando el de la lengua castellana, e introduciendo materias como psicología, arte, historia de España, principios fundamentales del derecho, agricultura y comercio. El artículo 24 de la Constitución de 1869 establecía la libertad más absoluta de fundación y gestión de centros docentes, quedando como única función de la inspección el control de la «higiene» y la «moralidad».

### Restauración

#### Circular de Orovio e Institución Libre de Enseñanza
Recién iniciada la Restauración, el ministro de Fomento, marqués de Orovio, impuso una depuración ideológica del profesorado mediante la llamada «Circular de Orovio» (1875), que obligaba a los docentes a jurar que no enseñarían doctrinas contrarias al catolicismo. A ello se negaron los más destacados krausistas, que salieron de la universidad y fundaron la Institución Libre de Enseñanza (1876), un trascendental movimiento de reforma pedagógica encabezado por Francisco Giner de los Ríos.

#### Decretos de Romanones
Formulado el 17 de agosto de 1901, este Decreto organizará la Educación Secundaria en España bajo el prisma de la modernidad, desarrollando un proyecto de aglutinación curricular a través de «Institutos generales y técnicos», destinados a convertirse en macro centros de la educación secundaria con al menos siete posibles ofertas académicas. Ambicioso proyecto de siete asignaturas por curso y reválida base para la concesión del grado, que fracasó por provocador ante las quejas de la prensa, las familias, los políticos y los profesores de la época.

##### Decreto de Segunda enseñanza de 1901
En agosto de 1901, el ministro de Instrucción Pública, el conde de Romanones, saca adelante un Real Decreto que vino a reformar el sistema educativo de la Segunda Enseñanza de facto. En su introducción se lee que «el arduo problema de la educación nacional no puede ser resuelto con reformas parciales». El Decreto vino a cambiar el sistema educativo español de arriba abajo.
El artículo 1 renombraba a los Institutos Provinciales de Segunda Enseñanza como Institutos generales y técnicos, y establecía las enseñanzas de los mismos: 
- 1.º Estudios generales del grado de Bachiller.
- 2.º Estudios elementales y superiores del Magisterio de Primera Enseñanza.
- 3.º Estudios elementales de Agricultura.
- 4.º Estudios elementales de Industrias.
- 5.º Estudios elementales de Comercio.
- 6.º Estudios elementales de Bellas Artes.
- 7.º Enseñanzas nocturnas para obreros.

El artículo 2 establecía el plan de estudios para obtener el grado de Bachiller. Distribuido en seis cursos, el alumnado cursaría siete materias por curso, salvo en 3.º y 6.º, en los que habría de superar ocho materias. El artículo 3 disponía que la duración de las clases era de 1 hora, y a lo más, hora y media. Serían los Claustros los encargados de determinar el horario general del Centro. En el artículo 4 se limitaba el número de alumnos por clase a 150. Si la matrícula superaba esta cifra, se dividiría en dos secciones y estarían a cargo del mismo catedrático, que computaría como dobles las horas de clase. Cuando el número de alumnos excediese de 300, habría dos secciones a cargo del catedrático y una a cargo del auxiliar correspondiente. El catedrático a quien correspondiere explicar durante más de dieciocho horas a la semana, percibiría, por razón de acumulación, un sobresueldo de 1000 pesetas.
El artículo 5 establecía todas las asignaturas de este plan como obligatorias para obtener el grado de Bachiller, excepto la Religión,
en la cual es potestativo matricularse, y los cursos cuarto, quinto y sexto de Dibujo, a los cuales solo deberán asistir los alumnos que hayan obtenido del profesor un certificado de aptitud para continuar su estudio (de ahí el latiguillo de las dos Marías). En el artículo 6 se dice que los exámenes de prueba de curso y los ejercicios del grado se verificarán cumpliendo estrictamente las disposiciones del reglamento de exámenes de 10 de mayo de 1901.
El artículo 7 prohibía el percibo de derechos de examen por los catedráticos y profesores de los Institutos. El abono de dichos derechos se haría en papel de pagos del Estado. Como compensación, se crea el escalafón de Catedráticos de Instituto en la siguiente forma:
- 50 Catedráticos de término, a 8.000 pesetas.
- 50 ídem de cuarto ascenso, a 7.500 pesetas.
- 50 ídem de tercer ascenso, a 7.000 pesetas.
- 100 ídem de segundo ascenso, a 6.000 pesetas.
- 100 ídem de primer ascenso, a 5.000 pesetas.
- El resto de entrada, a 4.000 pesetas.

Los catedráticos de los Institutos de Madrid disfrutarán además como aumento de sueldo por residencia de 1000 pesetas. Una vez implantada esta reforma, se procederá a formar un escalafón de Profesores especiales de Instituto, en el que se comprenderán los de Lengua francesa, Lengua inglesa o alemana y Dibujo, teniendo en cuenta la cuantía de los sueldos que actualmente disfrutan, por razón de antigüedad, los profesores ya existentes.
En los artículos 8 y 9 se ordenaba la inspección de los centros oficiales y particulares y se establecía que provisionalmente el Gobierno podría nombrar inspectores en cada distrito universitario con más de 5 años de experiencia en la función docente, o ser o haber sido Consejero de Instrucción pública o Catedrático de Universidad, aunque no haya servido cinco años. Se consignará en el presupuesto la cantidad que se calcule suficiente al pago de dietas de los Inspectores.
El artículo 10 disponía la plantilla del personal de todos los Institutos:
- 1 Catedrático de Latín.
- 1 de Lengua y Literatura Castellana, que será el actual de Preceptiva e Historia literaria.
- 1 de Geografía comercial y estadística y de Cosmografía.
- 1 de Aritmética y Geometría.
- 1 de Álgebra y Trigonometría.
- 1 de Geografía descriptiva general de Europa y de España, de Historia de España e Historia universal.
- 1 de Psicología, Lógica, Ética y Rudimentos de Derecho.
- 1 de Física y Química.
- 1 de Historia Natural y Fisiología e Higiene.
- 1 de Agricultura y Técnica agrícola e industrial.
- 1 de Lengua francesa.
- 1 de Lengua inglesa o alemana.
- 1 Profesor de Dibujo geométrico y artístico y de Gimnasia y 1 de Caligrafía en los Institutos provinciales.
- 1 Capellán.
- 1 Auxiliar numerario de Letras.
- 1 ídem id. de Ciencias.
- 1 ídem id. de Idiomas.
- 2 ídem id. de Dibujo.
  - En los Institutos de Madrid habrá dos Auxiliares de Letras y dos de Ciencias.
- 1 Profesor de Pedagogía y Derecho escolar en los Institutos provinciales.
- 1 Maestro Auxiliar en los Institutos provinciales.
- 1 Profesor de Topografía y Agrimensura en los Institutos provinciales.
- 1 Profesor de Construcción, Mecánica y Electrotecnia en los Institutos provinciales.
- 1 Profesor de Aritmética, Cálculos mercantiles y Teneduría de libros en los Institutos en que haya estudios de Comercio.
- 1 Profesor de Dibujo de figura, ornamental y arquitectónico y composición decorativa, en los que haya estudios elementales de Bellas Artes.
- 1 Profesor de Modelado y Vaciado en los Institutos provinciales.
- 1 Maestro de talleres en los Institutos provinciales.
- 1 Ayudante de talleres en los Institutos provinciales.

##### Decreto de Primera enseñanza de 1901
Termina la exposición con una reflexión sobre la importancia del decreto: 

Ofrecíame ejemplo merecedor de ser imitado la conducta de aquellos Consejeros de la Corona que, por la persistencia en determinar como única solución posible al problema de la primera enseñanza la solución que hoy se propone, según lo demuestran el Real decreto de 30 de abril de 1886, refrendado por el Sr. Montero Ríos, y el Real decreto de 7 de diciembre de 1888, refrendado por el Sr. Canalejas, dejaron trazada la dirección que el partido liberal había de seguir en punto al pago por el Estado de los haberes del Magisterio.

Vino a corroborar este sentir la opinión unánime de cuantos en España se hallan dedicados a tal función docente, y respondiendo a las urgentes demandas de la opinión pública, esta reforma nació al calor de una aspiración nacional, que no pudo ser desoída con censurable indiferencia, ni debe ser desatendida con punible abandono. 

No incumbe al Ministro que suscribe el juicio que su propia obra haya de merecer; mas ha de serle lícito en la presente ocasión declarar con toda sinceridad que nunca ha creído cumplir mejor los deberes de su cargo, los deberes para con la Nación y los deberes para con V. M., que en la hora presente, al someter a su Regia sanción el siguiente proyecto de decreto.
Conde de Romanones.

#### Junta de Ampliación de Estudios y Residencia de Estudiantes
Dentro del ambiente cultural regeneracionista, en 1907 se creó la Junta para Ampliación de Estudios e Investigaciones Científicas; en su seno se creó en 1910 la Residencia de Estudiantes.

### Segunda República
Las primeras medidas educativas impulsadas por la Segunda República fueron:
- Bilingüismo: se defiende o reivindica desde Cataluña. Se expresará en un Decreto de 1931 en el que se reconoce la existencia de distintas lenguas. El Decreto dice, que en el caso catalán, la enseñanza se practicará en lengua materna hasta los 8 años en la escuela, bien castellano o bien catalán.
- Reorganización del Consejo de Instrucción Pública, cuyo presidente fue Miguel de Unamuno (rector).
- La enseñanza religiosa: este tema se plasmará publicando un decreto sobre congregaciones y confesiones religiosas. Éste regula y suprime la obligatoriedad de la enseñanza de la religión, basándose en la libertad religiosa y la libertad de conciencia del niño y del maestro.
- Creación de las Misiones Pedagógicas. Supondría una continuación de la idea de la ILE llamada “la extensión universitaria” y el objetivo era extender la cultura general o modernización docente, la educación en aldeas, villas y lugares que lo necesiten, fundamentalmente en población rural y la educación ciudadana.
- La atención a la escuela primaria, ya que se pensaba que era la piedra angular de la educación. Se propusieron la construcción de 27.000 escuelas (el reto más importante) para escolarizar al millón de niños que no asistían a la escuela ya que en aquel momento no había. La creación se haría a través de un “plan quinquenal”, por el que se construirían 7000 escuelas el primer año y 5000 escuelas cada uno de los cuatro años posteriores.

El problema fue que necesitaban financiación, cerca de 400 millones de pesetas a través de la deuda pública. Hay que darse cuenta de que en este momento hay una recesión económica (el crack del 29). Al final, no se construyeron las escuelas que se pensaban.
Se intenta dotar de una ley educativa acorde con el pensamiento de la II República, y Lorenzo Luzuriaga fue quien elaboró el documento con los siguientes principios básicos:
- La educación pública deber ser una función esencial del Estado. No obstante, puede delegar en la región, en el municipio… siempre que estas entidades justifiquen solvencia económica y cultural. Se acepta la existencia de la enseñanza privada siempre que no persiga fines políticos o partidistas.
- La educación pública debe ser laica. La escuela debe dar información sólo sobre la historia de las religiones como otra materia más, con especial referencia a la religión católica. Si los padres lo solicitasen, el Estado debería poner los medios oportunos para suministrar esta enseñanza religiosa, pero siempre fuera de la escuela.
- La enseñanza deber ser gratuita, especialmente en la primaria. Para la Universidad se reservará un 25% de matrícula gratuita.
- La educación debe tener un carácter activo y creador, también permanente, dando cursos de perfeccionamiento al profesorado.
- La educación pública debe tener un carácter social, la escuela debe integrarse en la sociedad y por tanto, deberá de haber una mayor conexión entre los padres y la comunidad educativa.
- Defienden la coeducación, es decir, la no separación de sexos o lo que es lo mismo, la educación mixta, donde los niños y niñas deben de formarse juntos conforme a un mismo programa, y esta idea sería aplicable a todos los grados de enseñanza.

La educación pública constituye un todo unitario, integrado por tres niveles con comunicación entre ellos:
- Primaria. Tendría dos modalidades: voluntaria (4-6 años) y Básica (6-12 años)
- Secundaria. Consistiría en dos ciclos: prolongación de primaria (12-15 años) y preparación para cursos universitarios (15-18 años)
- Superior o tramo universitario

Respecto al profesorado, se necesita que el docente esté convencido del programa pedagógico para que éste no fracase, necesitándose por lo tanto, una concienciación y preparación adecuadas por parte de los maestros.
Durante la II República nos encontramos con dos periodos bien diferenciados: el bienio progresista (1931-1933) y el bienio conservador (1934-1936).

##### Primer bienio (1931-1933)
Durante el bienio progresista se producen profundas transformaciones educativas. En 1931 se regula la educación de adultos a través del Decreto del Patronato de Misiones Pedagógicas, que supone un precedente de la animación sociocultural. Sus destinatarios habitaban las zonas más alejadas, desatendidas o deprimidas del territorio español. Tenían un enfoque educativo y cultural, pero no instructivo, ya que se pretendió dinamizar la motivación y el disfrute cultural más que hacer hincapié en los contenidos o en la alfabetización en sentido estricto. Su objetivo era difundir la cultura general, la orientación docente y la educación ciudadana en aldeas, villas y lugares con atención especial a la población rural. Las actividades que se llevaban a cabo eran variadas y atendía a diversos propósitos:
- Culturales: bibliotecas populares, lecturas públicas, conferencias sobre variados temas (sanitarios, agrarios), sesiones de cine, etc.
- Sociales: reuniones con los responsables de las misiones, conferencias sobre temas políticos, etc.
- Socioeducativos: actividades directamente conectadas con elementos de la educación formal y reglada, como cursillos de perfeccionamiento para maestros de la zona, etc.

En 1932 se creó la sección de Pedagogía en la Facultad de Filosofía y Letras de la Universidad de Madrid. Durante ese mismo año se aprobó el Decreto sobre la Inspección de la Primera Enseñanza, que concibió a los inspectores con un perfil técnico-pedagógico, como facilitadores del aprendizaje que podían y debían orientar a los maestros. Este decreto supuso una revolución. Se creó también la Inspección General de Segunda Enseñanza, siguiendo las mismas directrices generales que la de Primaria. También se aprobó el Decreto de Inamovilidad de los Inspectores, para evitar las interferencias del poder político en su tarea. Se propició que pudieran trabajar con independencia, autonomía y estabilidad para ejercer su profesión y se consideró una medida muy importante. Al mismo tiempo, se crearon las Juntas de Inspectores, para facilitar la coordinación y la comunicación entre los mismos.
En 1933 se aprobó la Ley de Confesiones y Congregaciones Religiosas que privó al estamento eclesiástico de las funciones docentes. Para evitar los problemas que causaba su retiro se creó la Junta de Sustituciones, lo que significaba, que cuando un profesor no podía acudir a sus clases, le sustituía otro maestro.
Se aprobó una pequeña reforma de la Universidad, donde, entre otras medidas, se toma nota de las reclamaciones de los alumnos y se eliminan los exámenes de cada asignatura. Se crea la Universidad de Verano Internacional de Santander.

##### Segundo bienio (1934-1936)
Las elecciones de 1933 dan el poder a la coalición CEDA de Gil Robles, un partido de derechas. Se produjo un giro en la política republicana que influyó decisivamente en la educación y que se conoció como «contrarreforma educativa»:
- Disminución del número de alumnos
- Prohibición de la coeducación en escuelas primarias, lo que significaba que niños y niñas debían estudiar por separado.
- Supresión de la Inspección Central de Educación, argumentando la carencia de dinero.
- Supresión del Decreto de Inamovilidad de los Inspectores
- En la Universidad, se suprimió la representación estudiantil en los órganos de gobierno.

Filiberto Villalobos retomó la creación de escuelas. Se le debe además la confección de los siete cursos de bachillerato.

### Franquismo

#### Ley de Reforma de la Enseñanza Media de 1938
En plena guerra civil se promulgó la Ley de Reforma de la Enseñanza Media de 1938, impulsada por el ministerio de Pedro Sáinz Rodríguez.

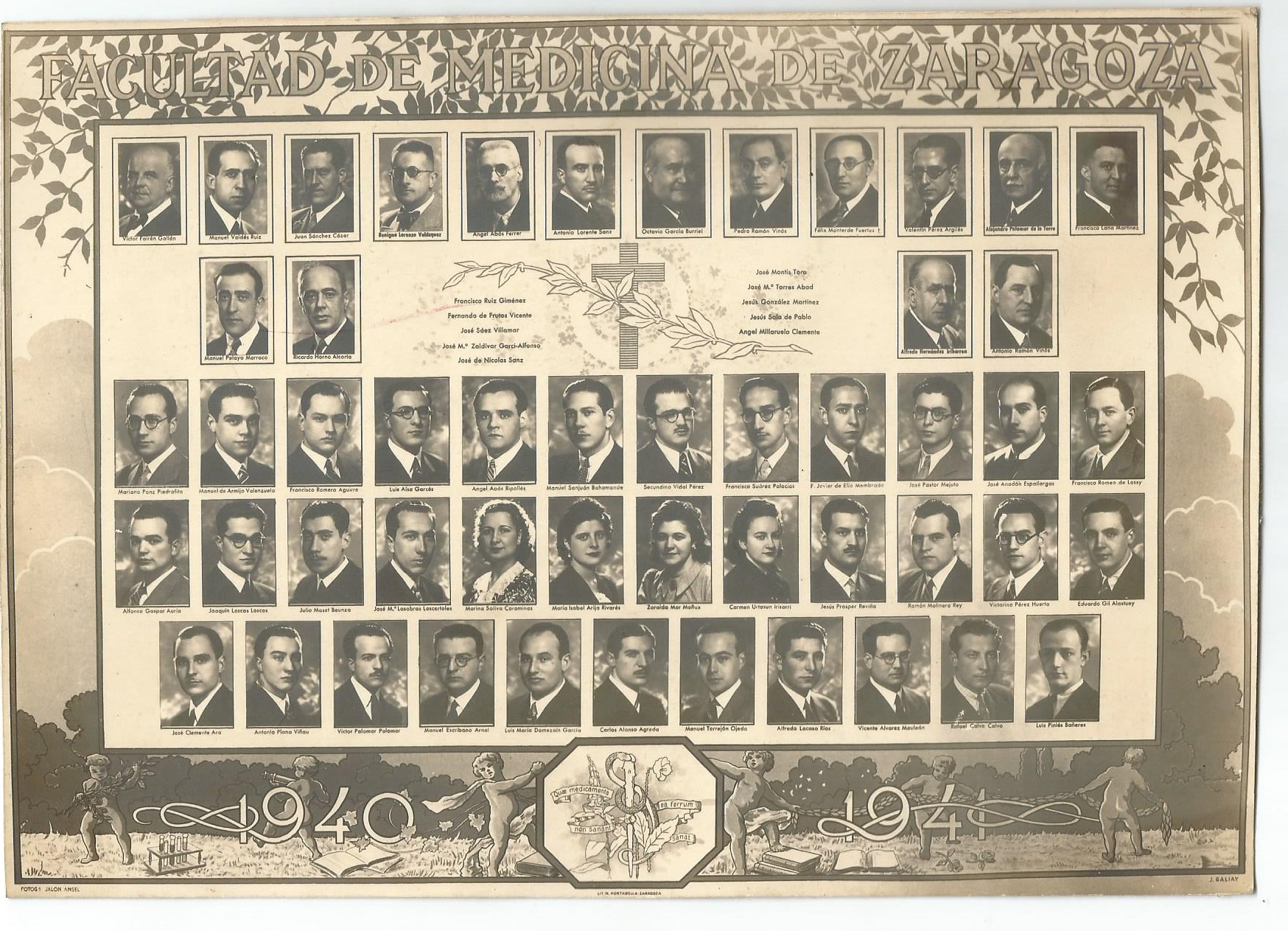
Orla del curso 1940-1941 de la facultad de medicina de Zaragoza.

#### Ley de Ordenación de la Universidad Española de 1943

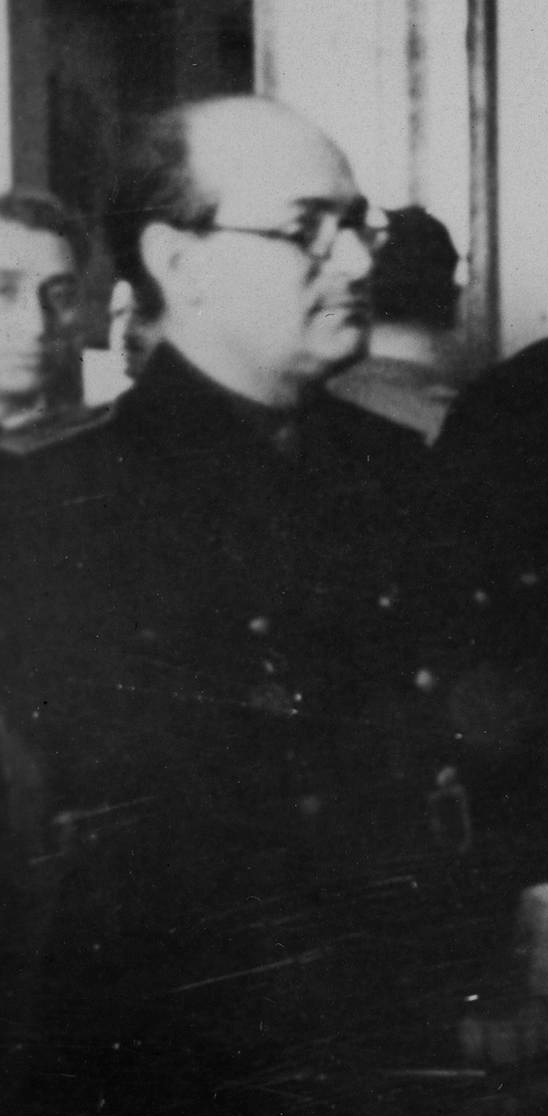
Fotografía de José Ibáñez Martín (1944), quien ejerció como ministro de educación durante el régimen franquista y como primer presidente del Consejo Superior de Investigaciones Científicas.

Ya en la posguerra se promulgó la Ley de Ordenación de la Universidad Española (29 de julio de 1943) impulsada por el ministerio de Pedro Sainz Rodríguez.

#### Ley sobre Educación Primaria de 1945
Ya durante la posguerra se promulgó la Ley sobre Educación Primaria de 1945, impulsada por el ministerio de José Ibáñez Martín. Esta ley solo afectó a la enseñanza primaria y fue complementada, tardíamente, por un Decreto de 1967. Recogía la ideología del [cita requerida] régimen de Franco considerando a la educación como un derecho de la familia, la Iglesia y el Estado, por lo que ésta se veía marcada por el pensamiento nacional-católico. Por ello, la educación primaria tenía un carácter confesional, patriótico, social, intelectual, físico y profesional. Establecía su obligatoriedad, gratuidad y la separación de sexos, así como el uso preceptivo de la lengua española en todo el territorio nacional. 
La enseñanza primaria comprendía desde los seis a los doce años y se impartía en diversos tipos de escuelas: nacionales, de la Iglesia, de patronato y privadas. El currículo estaba centralizado y organizado de forma cíclica, agrupando los conocimientos en tres tipos: instrumentales, formativos y complementarios.
Esta ley establecía los derechos y deberes de los maestros y determina su formación y el sistema de ingreso mediante oposición en el Cuerpo del Magisterio Nacional Primario.

#### Ley de Ordenación de la Enseñanza Media de 1953
La Ley de Ordenación de la Enseñanza Media de 1953 fue impulsada durante el ministerio de Joaquín Ruiz Jiménez. Esta ley, homóloga a la anterior, regulaba la enseñanza secundaria o media y también fue reformada en 1967. Era una ley confesional e ideológica. A las enseñanzas medias se accedía mediante una prueba de ingreso. La ordenación establecía bachilleratos de plan general y de plan especial. El bachillerato de plan general constaba de un bachillerato elemental de cuatro años de duración, una reválida para acceder al bachillerato superior de dos cursos más y otra reválida. Además, existía un curso de preparación para la Universidad, llamado Preuniversitario (PREU). El bachillerato de plan especial, laboral, constaba de cinco cursos y otras dos reválidas.

#### Ley General de Educación de 1970
La Ley General de Educación de 1970 fue impulsada por el ministerio de José Luis Villar Palasí, verdadero artífice de la misma.
La necesidad de cambio en los años 70 era patente en España en el nivel social, en el político y en el educativo.[cita requerida] Era necesaria[cita requerida] una ley que abarcase la totalidad del sistema educativo nacional. Se[¿quién?] pretendía dotar al país de un sistema educativo más justo, más eficaz y más en consonancia con las necesidades[¿cuál?] de los españoles. Los criterios básicos para esta ley fueron la unidad, abarcando los distintos niveles educativos, la interrelación entre ellos, y la flexibilidad.
La estructura del sistema educativo quedó establecida como sigue:
- Educación Maternal, de dos a cuatro años. Era voluntaria y se impartía fundamentalmente en centros privados y guarderías.

- Educación Preescolar, de cuatro a seis años. Era voluntaria y se impartía en centros públicos y privados por profesores especialistas en Preescolar. El currículo se limitaba a los aspectos madurativos y a la preparación para las materias instrumentales: prelectura, preescritura y precálculo.

- Educación General Básica (EGB), de seis a catorce años. Era obligatoria y gratuita. Los ocho cursos estaban divididos en dos etapas (Primera Etapa los cinco primeros cursos y Segunda Etapa, los tres restantes) y tres ciclos.
  - El Ciclo Inicial, de seis a ocho años de edad, comprendía los dos primeros cursos.
  - El Ciclo Medio, de ocho a once años, abarcaba los cursos tercero, cuarto y quinto.
  - El Ciclo Superior, de doce a catorce años, comprendía los tres últimos cursos.

El alumnado podía obtener uno de estos dos títulos:
- Graduado Escolar, cuando se superaban con éxito los objetivos de los ocho cursos de EGB. Permitía al alumnado continuar estudios de Bachillerato o de Formación Profesional.
- Certificado de Escolaridad, que acreditaba haber cursado los ocho años de escolaridad pero no informaba de su aprovechamiento. Sólo daba acceso a la Formación Profesional o al abandono del sistema educativo.

La estructura interna de las materias se estableció en las Nuevas Orientaciones Pedagógicas (1970). El profesorado en esta Ley abarcó a los antiguos Maestros de Primaria homologados con los procedentes de la Reforma que por primera vez los incluía en la Universidad con rango de Diplomados Universitarios y títulos de profesores de Educación General Básica.
- Bachillerato Unificado Polivalente (BUP). Constaba de tres cursos, de los catorce a los diecisiete años. Había materias comunes en el primer curso y una moderada diversificación después en función de la especialidad (letras, ciencias, y mixtos de ambos). A su término, si se superaban con éxito las enseñanzas, se obtenía el título de Bachiller. Para acceder a la Universidad era preciso hacer el Curso de Orientación Universitaria (COU), que nació con la pretensión de orientar al alumno en la elección de carrera y terminó siendo un cuarto curso de Bachillerato, destinado, si acaso, a superar la prueba de Selectividad.

- Formación Profesional, destinada a los alumnos que no obtuvieran del Graduado Escolar o bien a los que les interesase una cualificación profesional para el mundo del trabajo. Tenía dos niveles: Formación Profesional de Primer Grado, de dos años de duración, y a cuyo término se obtenía el título de Técnico Auxiliar si se superan los estudios (o el Certificado de Escolaridad si no se superan); y Formación Profesional de Segundo Grado, de tres cursos de duración, que permitía obtener el título de Técnico Especialista. La Formación Profesional se cursaba en Institutos de Formación profesional.

- Las Escuelas de Artes Aplicadas y Oficios Artísticos AAyOA.

- La Educación Especial se vio fuertemente potenciada con esta ley, al igual que la Educación de Adultos y la Educación a Distancia, con la creación del CENEBAD (Centro Nacional de Educación Básica a Distancia), el INBAD (Instituto Nacional de Bachillerato a Distancia) y la UNED (Universidad Nacional de Educación a Distancia).

- La Educación Superior se impartía en las Universidades, a las que se accedía después de cursar el COU o la FP2. Tenía tres niveles: 
  - Diplomatura o primer ciclo, de tres años de duración. Se cursaba en las Escuelas Universitarias y no era preciso superar la Selectividad. A su término se obteníua el Título de Diplomado.
  - Licenciatura, Ingeniería o Arquitectura, de cinco años de duración. Se cursaba en las Facultades Universitarias después de superar la Selectividad.
  - Doctorado, máximo título universitario. Exigía cursar determinados créditos repartidos en dos años y terminaba con la presentación de la tesis doctoral.

El modelo de enseñanza seguido en esta Ley fue tecnocrático, de línea conductista. Seguía en términos generales una idea del aprendizaje de tipo proceso-producto. El modelo de profesor fue consecuentemente técnico y competente que diseñe buenos programas con objetivos claros y medibles.
La Ley General de Educación supuso un fuerte impulso a la educación española al reforzar y unificar el sistema educativo, e introducir innovaciones curriculares, organizativas y tecnológicas. Entre las medidas más progresistas y avanzadas de la LGE destacan:
- Es la primera vez que en España, después de la Ley de Moyano, se promulga una Ley que regula todo el sistema educativo, desde la educación preescolar hasta la universitaria.
- Creación de un tronco común, la Educación General Básica, de ocho años de duración.
- Introducción de la Formación Profesional en el sistema educativo ordinario y su conexión con la Universidad.
- Dignificación y elevación de la carrera de Magisterio al rango universitario.
- Establecimiento de un sistema de becas para lograr la igualdad de oportunidades entre los estudiantes.
- Institucionalización de la orientación escolar, personal y profesional.
- Consiguió, por primera vez, la plena escolarización de los españoles en los niveles obligatorios, evitando la prematura selección.
- Recomendación de métodos activos, individuales, originales y creativos.
- Introducción del concepto de evaluación continua.

### Democracia

#### Constitución de 1978
El artículo 27 de la Constitución se dedicó al derecho a la educación y a la libertad de enseñanza, estableciendo la obligatoriedad y gratuidad de la educación básica y la autonomía universitaria; así como la programación general de la enseñanza y la inspección educativa a cargo de los poderes públicos. Permite la creación de centros docentes tanto a la iniciativa privada como a los poderes públicos (propiamente, a las comunidades autónomas, dado que son ellas las que adquirirán las competencias en educación); previendo que tanto unos como otros puedan recibir financiación pública, lo que da como resultado el establecimiento de tres tipos de centros: públicos, concertados y privados.
La enseñanza religiosa, así como de la asignatura de religión, quedaron garantizadas tanto en el texto constitucional (mediante la expresión «el derecho que asiste a los padres para que sus hijos reciban la formación religiosa y moral que esté de acuerdo con sus propias convicciones») como en los Acuerdos entre el Estado español y la Santa Sede de 1979, que se venían negociando paralelamente. En la práctica, la asignatura confesional de «Religión Católica» que venía siendo obligatoria desde el franquismo se convirtió en una asignatura optativa para los alumnos (que pueden sustituirla por otra denominada «Ética» —posteriormente tuvo distintos tratamientos—) y que los centros educativos deben ofertar obligatoriamente, siendo impartida por profesores designados por las autoridades eclesiásticas y pagados por los poderes públicos.

#### Ley Orgánica por la que se regula el Estatuto de Centros Escolares (LOECE) 1980
Impulsada por el ministerio de José Manuel Otero (gobierno de UCD). Fue recurrida ante el Tribunal Constitucional, que estimó parcialmente el recurso, eliminiando varios puntos de la ley.

#### Ley de Reforma Universitaria (LRU) 1983
La Ley de Reforma Universitaria, impulsada por el ministerio de José María Maravall (gobierno del PSOE) fue la primera renovación de la legislación en este ámbito desde el franquismo, puesto que la Ley Orgánica de Autonomía Universitaria (LAU), tramitada entre 1980 y 1982 (gobiernos de UCD) no llegó a aprobarse.

#### Ley Orgánica reguladora del Derecho a la Educación (LODE) de 3 de julio de 1985
Impulsada por el ministerio de José María Maravall (gobierno del PSOE). Conocida por sus siglas LODE, no es una ley que afecta a la estructura del sistema educativo, sino que regula la dualidad de centros docentes, la participación en la enseñanza de la comunidad educativa, el derecho a la educación y determina la dirección democrática, frente a la tecnocrática anterior. Su desarrollo más concreto en los temas citados consta en el RD 2376/1985. Este Decreto ha sido modificado parcialmente por los Reglamentos Orgánicos de Escuelas de Educación Infantil y de Colegios de Educación Primaria y de Institutos de Secundaria y por la Orden de 29 de junio de 1994 por la que se aprueban las instrucciones que regula la organización y funcionamiento de las Escuelas de Educación Infantil y de los Colegios de Educación Primaria. Ha sido reformada en casi su totalidad por la LOPEG (Ley Orgánica de 9/1995 de 20 de noviembre) de la evaluación, la participación y el gobierno de centros docentes.

#### Ley Orgánica de Ordenación General del Sistema Educativo de España (LOGSE) de 1990
Impulsada por el ministerio de Javier Solana Madariaga (gobierno del PSOE), insistía en conceptos pedagógicos como la comprensividad, la integración y atención a la diversidad, la adaptación a los alumnos con necesidades educativas especiales (ACNEE), la diferenciación de los contenidos educativos en conceptuales, procedimentales y actitudinales, la transversalidad, la educación en valores o la preferencia por metodologías activas y participativas.
Extendió la enseñanza obligatoria desde los seis hasta los 16 años (anteriormente estaba establecida hasta los 14 años), precedida por una Educación Infantil no obligatoria. Los cursos obligatorios son seis de Educación Primaria y cuatro de Educación Secundaria Obligatoria (ESO, que sustituye a los dos últimos cursos de la antigua EGB y a los dos primeros cursos del antiguo BUP); a los que siguen las enseñanzas medias postobligatorias: un Bachillerato de dos cursos o el «Grado Medio» de la nueva estructura de la Formación Profesional.
No obstante, el objetivo de escolarizar obligatoriamente a todos los jóvenes de quince y dieciséis años no se alcanzó hasta 1999, dados los prolongados plazos de implantación.

#### Ley Orgánica de Calidad de la Educación (LOCE) de 2002
Impulsada por el ministerio de Pilar del Castillo (gobierno del PP). Ley publicada en 2002, sus plazos de aplicación no permitieron que llegara a aplicarse en su mayor parte, puesto que tras las elecciones de 2004 cambió la mayoría parlamentaria y el gobierno.

#### Ley Orgánica de Educación (LOE) de 2006
Impulsada por los ministerios de María Jesús San Segundo y Mercedes Cabrera (gobierno del PSOE).

#### Ley Orgánica para la Mejora de la Calidad Educativa (LOMCE) de 2013
Impulsada por el ministerio de José Ignacio Wert (gobierno del PP).

#### Ley Orgánica de Modificación de la LOE (LOMLOE) de 2020
Impulsada por el ministerio de Isabel Celaá (gobierno de coalición PSOE-UP), continúa en vigor en la actualidad (2025).